# Liste der Biografien/Carl
Liste der Biografien |
Portal Biografien |
Personensuche
# |
A |
B |
C |
D |
E |
F |
G |
H |
I |
J |
K |
L |
M |
N |
O |
P |
Q |
R |
S |
T |
U |
V |
W |
X |
Y |
Z |
?
 
Ca |
Cb |
Cc |
Ce |
Ch |
Ci |
Cj |
Ck |
Cl |
Cm |
Cn |
Co |
Cr |
Cs |
Ct |
Cu |
Cv |
Cw |
Cy |
Cz
 
Caa–Cag |
Cah |
Cai |
Caj |
Cak |
Cal |
Cam |
Can |
Cao–Cap |
Caq |
Car |
Cas |
Cat–Caz
 
Cara |
Carb |
Carc |
Card |
Care |
Carf |
Carg |
Carh |
Cari |
Carj |
Cark |
Carl |
Carm |
Carn |
Caro |
Carp |
Carq |
Carr |
Cars |
Cart |
Caru |
Carv |
Carw |
Cary |
Carz
Die Liste der Biografien führt alle Personen auf, die in der deutschsprachigen Wikipedia einen Artikel haben. Dieses ist eine Teilliste mit 578 Einträgen von Personen, deren Namen mit den Buchstaben „Carl“ beginnt.

## Carl
- Carl ab Hohenbalken, Kaspar de (1781–1859), römisch-katholischer Bischof des Bistums Chur
- Carl Alexander (1818–1901), Großherzog von Sachsen-Weimar-Eisenach (1853–1901)
- Carl August von Sachsen-Weimar-Eisenach (1757–1828), Herzog und Großherzog von Sachsen-Weimar-Eisenach, preußischer General der Kavallerie
- Carl Eduard (1884–1954), deutscher Politiker (NSDAP), MdR, Präsident des Deutschen Roten Kreuzes, letzter regierender Herzog von Sachsen-Coburg und Gotha
- Carl Edzard (1716–1744), Fürst von Ostfriesland
- Carl Eugen (1728–1793), Herzog von Württemberg
- Carl Friedrich (1783–1853), Großherzog von Sachsen-Weimar-Eisenach (1828–1853)
- Carl Friedrich Wilhelm (1724–1807), Fürst zu Leiningen, kaiserlicher Kämmerer, Wirklicher Kurpfälzischer Geheimer Rat und Generalleutnant
- Carl Günther von Schwarzburg-Rudolstadt (1771–1825), deutscher Polizeidirektor
- Carl Josef (* 2005), deutscher Komiker
- Carl Ludwig (1674–1756), Graf von Hohenlohe-Weikersheim
- Carl Michael zu Mecklenburg (1863–1934), Mitglied des großherzoglichen Hauses Mecklenburg-Strelitz, russischer General
- Carl Philip von Schweden (* 1979), schwedischer Adeliger, Herzog von VärmlandCarl Philip von Schweden (* 1979)

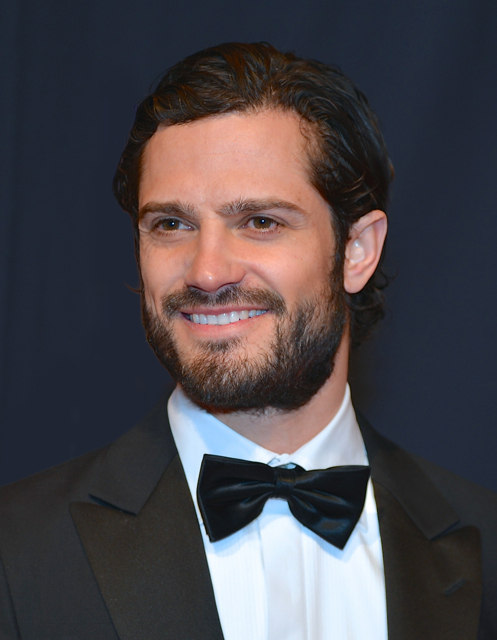
Carl Philip von Schweden (* 1979)

- Carl Rudolf (1667–1742), Herzog von Württemberg, Linie Neuenstadt
- Carl von Dänemark (1680–1729), Prinz aus dem dänischen Königshaus
- Carl von Isenburg-Birstein (1766–1820), deutscher Fürst
- Carl von Preußen (1801–1883), deutscher Prinz, Sohn Friedrich Wilhelms III. und Königin Luise
- Carl von Schweden (1861–1951), schwedischer Adliger, Prinz von Schweden
- Carl XVI. Gustaf (* 1946), schwedischer KönigCarl XVI. Gustaf (* 1946)

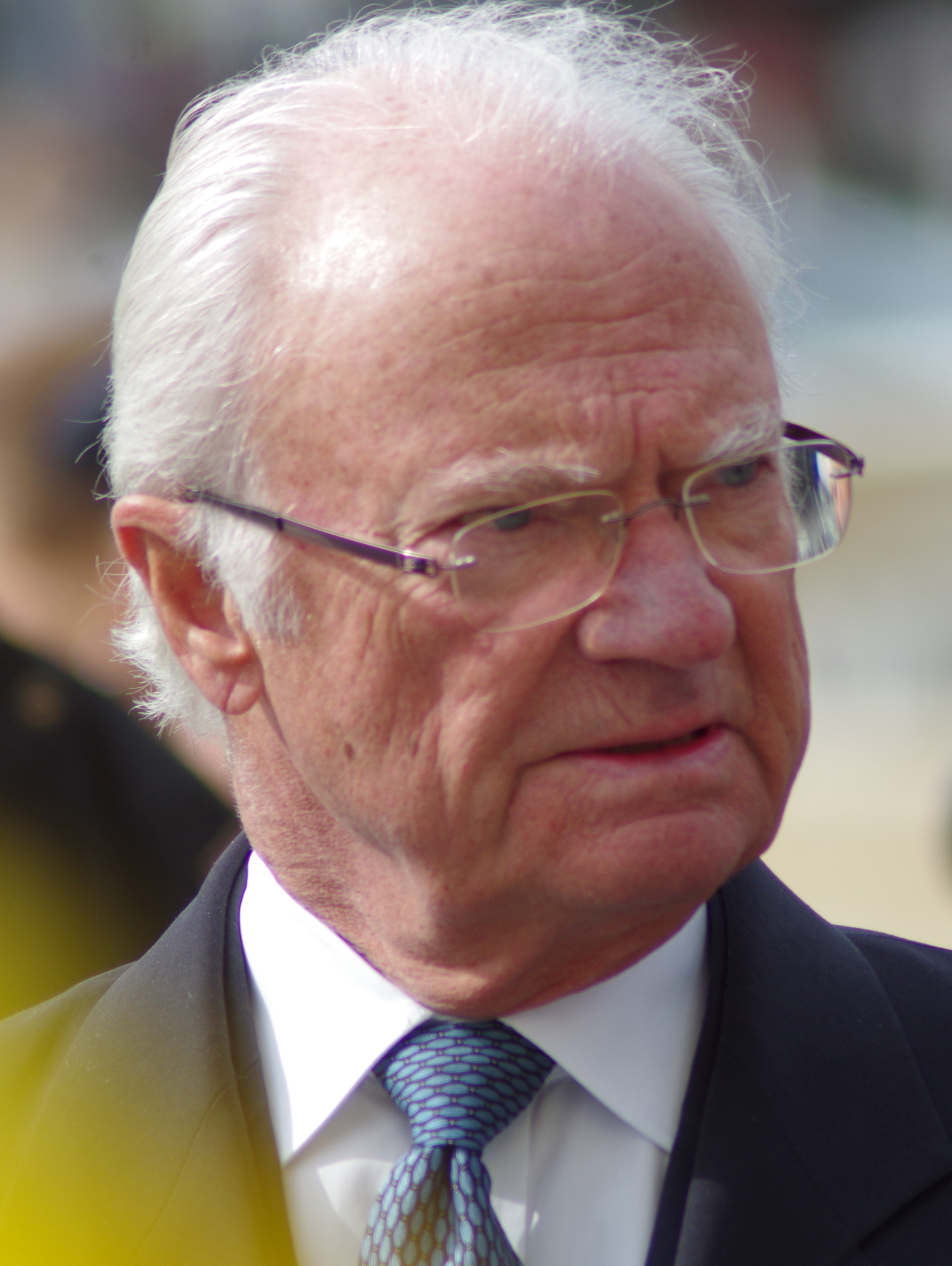
Carl XVI. Gustaf (* 1946)

- Carl, Adolf (1814–1845), deutscher Landschaftsmaler
- Carl, August (1800–1831), deutscher Jurist und Politiker
- Carl, Axel (1960–2023), deutscher Physiker und Wissenschaftsjournalist
- Carl, Carl (1787–1854), österreichischer Schauspieler und Theaterdirektor
- Carl, Carl (1830–1898), deutscher Komponist und Musiker
- Carl, Dorothea (* 1962), deutsche Filmemacherin und Künstlerin
- Carl, Eberhard (* 1965), deutscher Fußballspieler und -trainer
- Carl, Erich (* 1949), deutscher Autor und Verleger
- Carl, Ernst Ludwig (1682–1742), deutscher Wirtschaftswissenschaftler und Politiker
- Carl, Georg (1870–1920), deutscher Theaterschauspieler
- Carl, Georg Wilhelm (1770–1826), kurhessischer Hofgerichtsadvokat und Bürgermeister der Stadt Hanau
- Carl, Hanns (1587–1665), deutscher Architekt und Baumeister in Nürnberg
- Carl, Hans (* 1899), deutscher Fußballspieler und Fußballtrainer
- Carl, Heinrich Conrad (1795–1867), deutscher Unternehmer und konservativer Politiker
- Carl, Helfried (* 1969), österreichischer Diplomat
- Carl, Henriette (1805–1890), deutsche Opernsängerin
- Carl, Horst (* 1959), deutscher Historiker
- Carl, Jerry (* 1958), US-amerikanischer Politiker der Republikanischen Partei
- Carl, Johann Baptist Peter von (1761–1847), Bürgermeister der Stadt Augsburg
- Carl, Johann Samuel († 1757), deutscher Mediziner
- Carl, Johannes (1806–1887), deutscher evangelischer Theologe, Konsistorialrat und Dichter
- Carl, Jolina (* 1970), deutsche Country-Sängerin
- Carl, Joseph Anton (1725–1799), deutscher Naturwissenschaftler und Mediziner
- Carl, Karl-Heinz (1927–2012), deutscher Verwaltungsjurist, Staatssekretär
- Carl, Katharine (1865–1938), US-amerikanische Porträtmalerin und Autorin
- Carl, Konrad (* 1930), deutscher Gewerkschafter
- Carl, Matthäus († 1609), deutscher Goldschmied und Medailleur
- Carl, Mike, deutscher Synchronsprecher, Radio- und Fernsehmoderator
- Carl, Peter (1541–1617), deutscher Baumeister und Zimmermann
- Carl, Philipp (1837–1891), deutscher Physiker
- Carl, Reinhold (1864–1929), deutscher Bildhauer, Maler und Grafiker
- Carl, Robert (1902–1987), deutscher Komponist, Dirigent und Verleger
- Carl, Rüdiger (* 1944), deutscher Jazzmusiker, Komponist und Improvisationskünstler
- Carl, Rudolf (1899–1987), österreichischer Komiker
- Carl, Steve, US-amerikanischer Rockabilly-Musiker
- Carl, Verena (* 1969), deutsche Schriftstellerin
- Carl, Victoria (* 1995), deutsche SkilangläuferinVictoria Carl (* 1995)

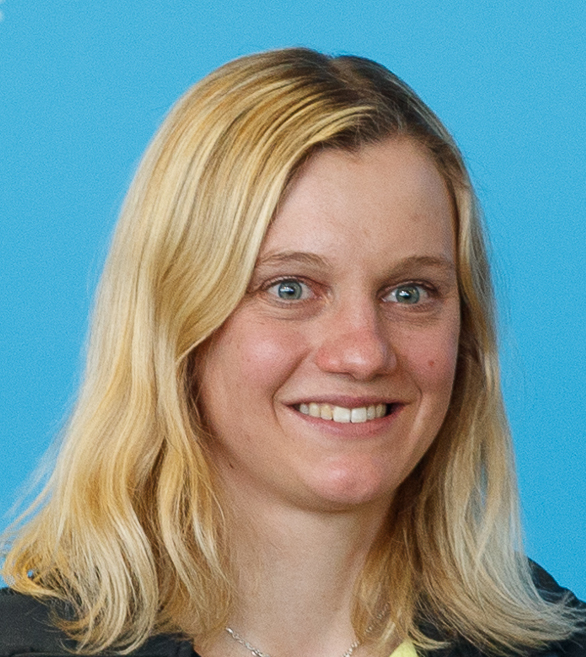
Victoria Carl (* 1995)

- Carl, William C. (1865–1936), US-amerikanischer Organist und Musikpädagoge
- Carl, Wolfgang (* 1941), deutscher Philosoph und Hochschullehrer
- Carl-Nielsen, Anne Marie (1863–1945), dänische Bildhauerin
- Carl-Worswick, Beauleen (* 1962), mikronesische Juristin

### Carla
- Carlà-Uhink, Filippo (* 1980), italienischer Althistoriker
- Cârlan, Daniela (* 1980), rumänische Weitspringerin
- Carlander, Ewa (* 1948), schwedische Badmintonspielerin
- Carlassare, Christian (* 1977), italienischer Ordensgeistlicher, ernannter römisch-katholischer Bischof von Bentiu
- Carlaw, Jackson (* 1959), schottischer Politiker

### Carlb
- Carlberg, Bengt Wilhelm (1696–1778), schwedischer Baumeister, Festungsoffizier, Stadtarchitekt und Stadtingenieur
- Carlberg, Carl Wilhelm (1746–1814), schwedischer Baumeister und Stadtarchitekt
- Carlberg, Carl-Ehrenfried (1889–1962), schwedischer Turner
- Carlberg, Daniel (* 1974), deutscher Dirigent
- Carlberg, Eric (1880–1963), schwedischer Sportschütze, Fechter und Pentathlet
- Carlberg, Ingrid (* 1961), schwedische Journalistin und Buchautorin
- Carlberg, Jan-Åke (* 1957), schwedischer Eisschnellläufer
- Carlberg, Michael (1945–2021), deutscher Volkswirt
- Carlberg, Pelle (* 1969), schwedischer Indiepop-Musiker
- Carlberg, Vilhelm (1880–1970), schwedischer Sportschütze und Olympiasieger
- Carlbom, Nils (1892–1960), schwedischer Fußballspieler
- Carlburg, Löb (1765–1835), deutscher Rabbiner in Bonn und Krefeld

### Carle
- Carle, Eric (1929–2021), US-amerikanischer KinderbuchautorEric Carle (1929–2021)

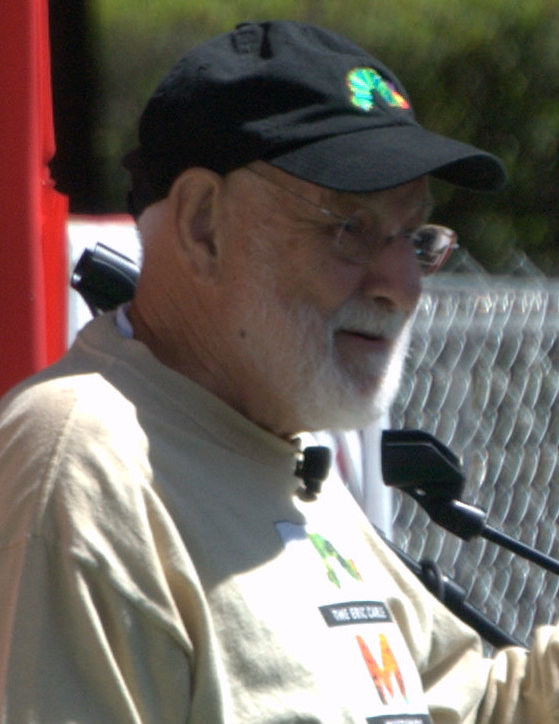
Eric Carle (1929–2021)

- Carle, Frankie (1903–2001), US-amerikanischer Big Band Leader und Posaunist
- Carle, Gabrielle (* 1998), kanadische Fußballspielerin
- Carle, Gilles († 2009), kanadischer Filmemacher, Drehbuchautor und Produzent
- Carle, Jürgen (* 1958), deutscher Kameramann
- Carlé, María (* 2000), argentinische Tennisspielerin
- Carle, Mathieu (* 1987), kanadischer Eishockeyspieler
- Carle, Matthew (* 1984), US-amerikanischer Eishockeyspieler
- Carle, Nick (* 1981), australischer Fußballspieler
- Carle, Rainer (1946–2015), deutscher Austronesist
- Carle, Reinhold (* 1950), deutscher Naturwissenschaftler, Lebensmitteltechnologe und Hochschullehrer
- Carle, Richard (1871–1941), US-amerikanischer Schauspieler
- Carle, Robert (1892–1952), deutscher Maler, Modelleur, Bildhauer und Medailleur
- Carle, Sophie (* 1964), luxemburgische Sängerin und Schauspielerin
- Carle, Stesha (* 1984), US-amerikanische Ruderin
- Carle, Timothée (* 1995), französischer Volleyballspieler
- Carlé, Walter (1912–1996), deutscher Geologe
- Carlebach, Albert (1872–1954), deutscher Buch- und Kunsthändler, Antiquar, Kunstsammler und Bibliophiler
- Carlebach, David (1885–1913), orthodoxer deutscher Rabbiner und Pädagoge
- Carlebach, David (1899–1951), deutsch-israelischer orthodoxer Rabbiner und Pädagoge
- Carlebach, Eli Chaim (1925–1990), deutsch-amerikanischer chassidischer Rabbiner und Autor
- Carlebach, Emanuel (1874–1927), deutscher Rabbiner und Pädagoge
- Carlebach, Emil (1914–2001), deutscher Widerstandskämpfer, Politiker (KPD), MdL, Schriftsteller und Journalist
- Carlebach, Ephraim (1879–1936), deutscher Rabbiner, Lehrer
- Carlebach, Ernst (1838–1923), deutscher Buchhändler, Antiquar
- Carlebach, Esther (1853–1920), deutsche Autorin von Gedichten sowie eines Ratgebers für jüdische Familien
- Carlebach, Ezriel (1908–1956), israelischer Journalist, Jurist
- Carlebach, Felix F. (1911–2008), deutsch-britischer Rabbiner
- Carlebach, Hartwig Naphtali (1889–1967), deutsch-amerikanischer Rabbiner
- Carlebach, Joseph (1883–1942), deutscher Rabbiner, Opfer des HolocaustJoseph Carlebach (1883–1942)

Joseph Carlebach (1883–1942)

- Carlebach, Julius (1909–1964), deutsch-amerikanischer Ethnologe und Kunsthändler
- Carlebach, Julius (1922–2001), deutsch-britischer Hochschullehrer, Rabbiner
- Carlebach, Salomon (1845–1919), deutscher Rabbiner
- Carlebach, Salomon Peter (1925–2022), US-amerikanischer orthodoxer Rabbiner
- Carlebach, Shlomo (1925–1994), deutsch-amerikanischer Rabbi und Sänger
- Carlei, Carlo (* 1960), italienischer Filmregisseur und Drehbuchautor
- Carlein, Walter (1922–2011), deutscher Politiker (CDU)
- Carleman, Gustaf (1821–1911), schwedischer Grafiker, Lithograf, Fotograf und Maler
- Carleman, Torsten (1892–1949), schwedischer Mathematiker
- Carlén, Friedrich (1867–1907), deutscher Opernsänger (Tenor)
- Carlén, Gustaf (1890–1975), schwedischer Langstreckenläufer
- Carlén, Hilda (* 1991), schwedische Fußballtorhüterin
- Carlen, Louis (1929–2022), Schweizer Jurist, Hochschulprofessor und Politiker
- Carlén, Oscar (* 1988), schwedischer Handballspieler und -trainer
- Carlén, Per (* 1960), schwedischer Handballspieler und Handballtrainer
- Carlen, Theo (1928–1984), deutscher Politiker (CDU)
- Carlén-Karlsson, Annette (* 1956), schwedische Eisschnellläuferin
- Carlenc, Jean Pascal Raymond (1743–1828), französischer General
- Carles Gordó, Ricardo María (1926–2013), spanischer Geistlicher, Erzbischof von Barcelona und Kardinal der römisch-katholischen Kirche
- Carles, Philippe (1941–2023), französischer Jazzjournalist und -autor
- Carlesi, Guido (1936–2024), italienischer Radrennfahrer
- Carlesi, Rino (1922–1999), italienischer Ordensgeistlicher und Bischof von Balsas
- Carleson, Edvard (1820–1884), schwedischer Jurist, Abgeordneter und Ministerpräsident
- Carleson, Lennart (* 1928), schwedischer Mathematiker
- Carleson, Per (1917–2004), schwedischer Degenfechter und Schwimmer
- Carless, Dorothy (1916–2012), britische Jazz- und Popmusikerin (Gesang, Piano) und Schauspielerin
- Carless, Ray (1954–2022), britischer Jazzmusiker (Saxophon)
- Carlesso, Raffaele (1908–2000), italienischer Bergsteiger
- Carleto, Thiago (* 1989), brasilianischer Fußballspieler
- Carleton, Andrew (* 2000), US-amerikanischer Fußballspieler
- Carleton, Benjamin (* 2000), australischer Volleyballspieler
- Carleton, Ezra C. (1838–1911), US-amerikanischer Politiker
- Carleton, George († 1628), Bischof von Chichester
- Carleton, Gillian (* 1989), kanadische Radrennfahrerin
- Carleton, Guy, 1. Baron Dorchester (1724–1808), britischer General und Gouverneur verschiedener britischer Provinzen in NordamerikaGuy Carleton, 1. Baron Dorchester (1724–1808)

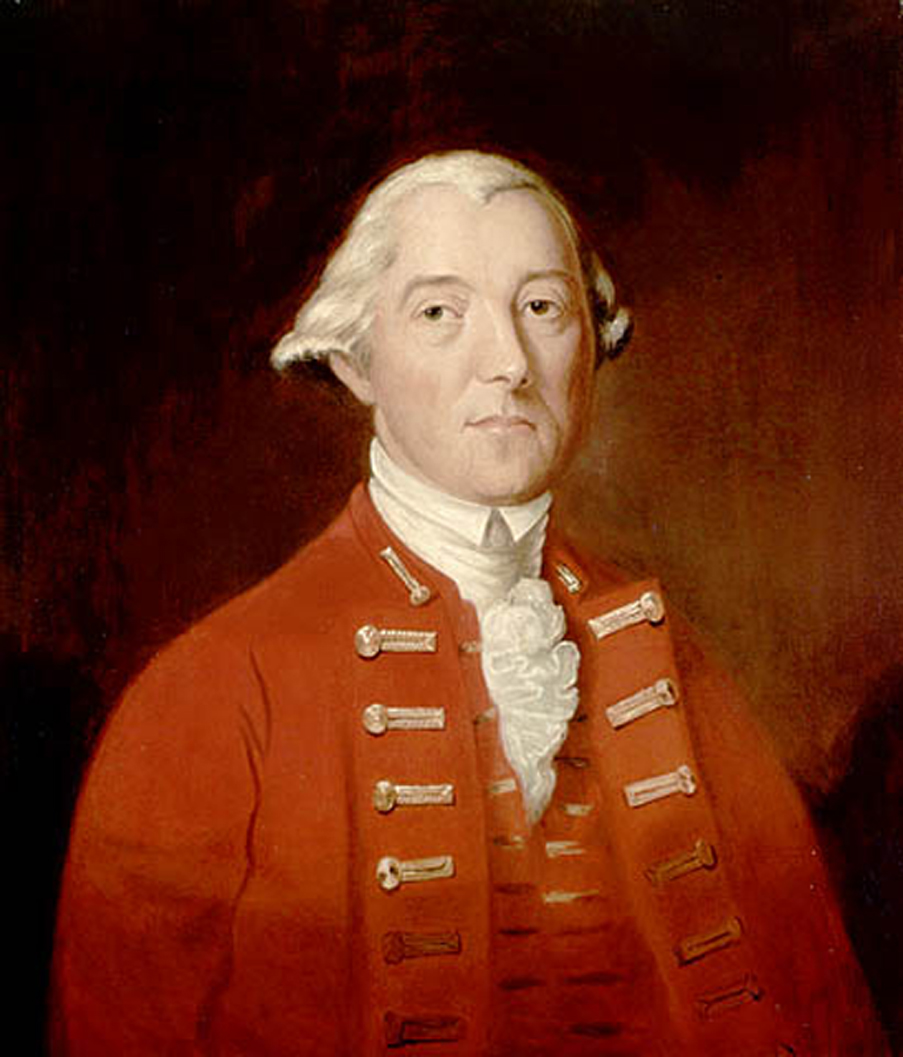
Guy Carleton, 1. Baron Dorchester (1724–1808)

- Carleton, Jesse (1862–1921), US-amerikanischer Golfer
- Carleton, John (1899–1977), US-amerikanischer Skisportler
- Carleton, Mark A. (1866–1925), US-amerikanischer Biologe
- Carleton, Michael D. (* 1944), US-amerikanischer Zoologe
- Carleton, Murray (1885–1959), US-amerikanischer Golfer
- Carleton, Peter (1755–1828), US-amerikanischer Politiker
- Carleton, Verna B. (1914–1967), US-amerikanische Schriftstellerin und Journalistin
- Carleton, Wayne (* 1946), kanadischer Eishockeyspieler
- Carleton, William (1794–1869), irischer Schriftsteller
- Carleton-Smith, Mark (* 1964), britischer General
- Carletti, Alessandro (* 1982), italienischer Lichtdesigner
- Carletti, Francesco († 1636), Florentiner Kaufmann, Reisender und Chronist
- Carletti, Luigi (* 1960), italienischer Journalist und Autor von Thrillern
- Carletti, Pacifico Celso (1859–1914), 59. Generalminister der Kapuziner und Bischof von Albenga
- Carletto, Lino (* 1943), italienischer Radrennfahrer
- Carletto, Piero (1963–2022), italienischer Ruderer
- Carlevarijs, Luca (1663–1730), italienischer Veduten- und Landschaftsmaler
- Carlevaro, Abel (1916–2001), uruguayischer Gitarrist und Komponist
- Carlevaro, Agustín (1913–1995), uruguayischer Gitarrist
- Carlevaro, Álvaro (* 1957), uruguayischer Komponist, Gitarrist und Musikpädagoge
- Carlevaro, Pablo (1927–2015), uruguayischer Mediziner und Autor
- Carlevaro, Vittorio (1882–1905), italienischer Radsportler und Flugpionier
- Carley, Lionel (1936–2021), britischer Musikschriftsteller
- Carley, Patrick J. (1866–1936), US-amerikanischer Politiker

### Carlg
- Carlgren, Andreas (* 1958), schwedischer Politiker, Mitglied des Riksdag
- Carlgren, Erik (* 1946), schwedischer Sprinter
- Carlgren, Oskar (1865–1954), schwedischer Zoologe
- Carlgren, Patrik (* 1992), schwedischer Fußballtorhüter

### Carli
- Carli, Arnaldo (1901–1972), italienischer Radrennfahrer
- Carli, Davide (* 1983), italienischer Volleyballtrainer
- Carli, Enzo (1910–1999), italienischer Kunsthistoriker und Hochschullehrer
- Carli, Gabriella (* 1953), italienische Dirigentin
- Carli, Gaetano (1811–1887), italienischer Ordensgeistlicher, römisch-katholischer Apostolischer Vikar von Agra
- Carli, Guido (1914–1993), italienischer Ökonom und Politiker
- Carli, Laura (1906–2005), italienische Schauspielerin
- Carli, Luigi Maria (1914–1986), italienischer Geistlicher, Erzbischof von Gaeta
- Carli, Marco di (* 1985), deutscher Schwimmer
- Carli, Mario (1888–1935), italienischer Schriftsteller des Futurismus
- Carli, Patricia (* 1938), italo-französische Musikerin
- Carli, Sarah (* 1994), australische Leichtathletin
- Carli, Siegfried (1936–2020), italienischer Südtirolaktivist
- Carlier, Arille (1887–1963), belgischer Politiker und Lexikograf
- Carlier, Bart (1929–2017), niederländischer Fußballspieler
- Carlier, Jacky (* 1961), französischer Mittel- und Langstreckenläufer
- Carlier, Marga (1943–2010), niederländische Bildhauerin
- Carlier, Marie-France, französische Chemikerin
- Carlier, Pierre (1799–1858), französischer Politiker und Polizeibeamter
- Carlier, Vincent (1859–1917), französischer Politiker, Mitglied der Nationalversammlung
- Carliez, Claude (1925–2015), französischer Stuntman und Schauspieler
- Carlile, Alex, Baron Carlile of Berriew (* 1948), britischer Politiker (Liberal Democrats), Mitglied des House of Commons
- Carlile, Austin (* 1987), US-amerikanischer Rockmusiker
- Carlile, Brandi (* 1981), US-amerikanische Singer-SongwriterinBrandi Carlile (* 1981)

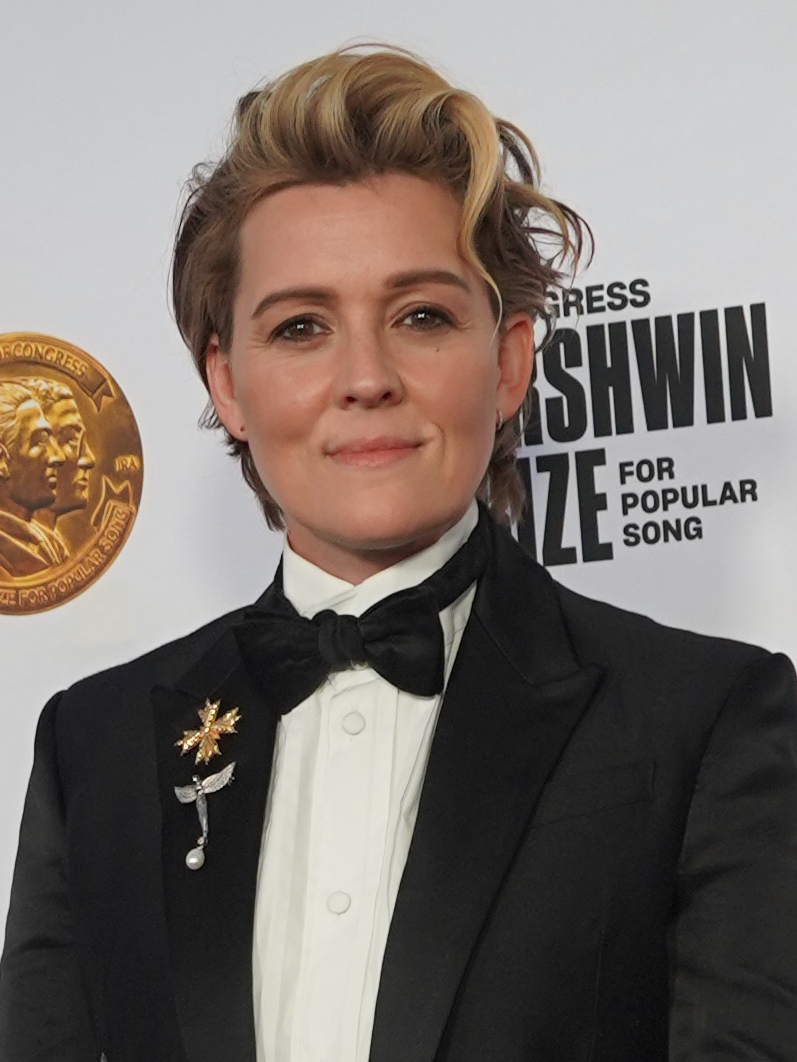
Brandi Carlile (* 1981)

- Carlile, Forbes (1921–2016), australischer Moderner Fünfkämpfer und Schwimmtrainer
- Carlile, Joan (1606–1679), englische Malerin
- Carlile, John S. (1817–1878), US-amerikanischer Politiker
- Carlile, Richard (1790–1843), englischer Verleger
- Carlin, Amanda, US-amerikanische Schauspielerin und Hörbuchsprecherin
- Carlin, Charles Creighton (1866–1938), US-amerikanischer Politiker
- Carlin, Claude (* 1961), französischer Radrennfahrer
- Carlin, Édouard (1817–1870), Schweizer Politiker, Richter und Rechtswissenschaftler
- Carlin, Gaston (1859–1922), Schweizer Diplomat
- Carlin, George (1937–2008), US-amerikanischer Komiker, Schauspieler und AutorGeorge Carlin (1937–2008)

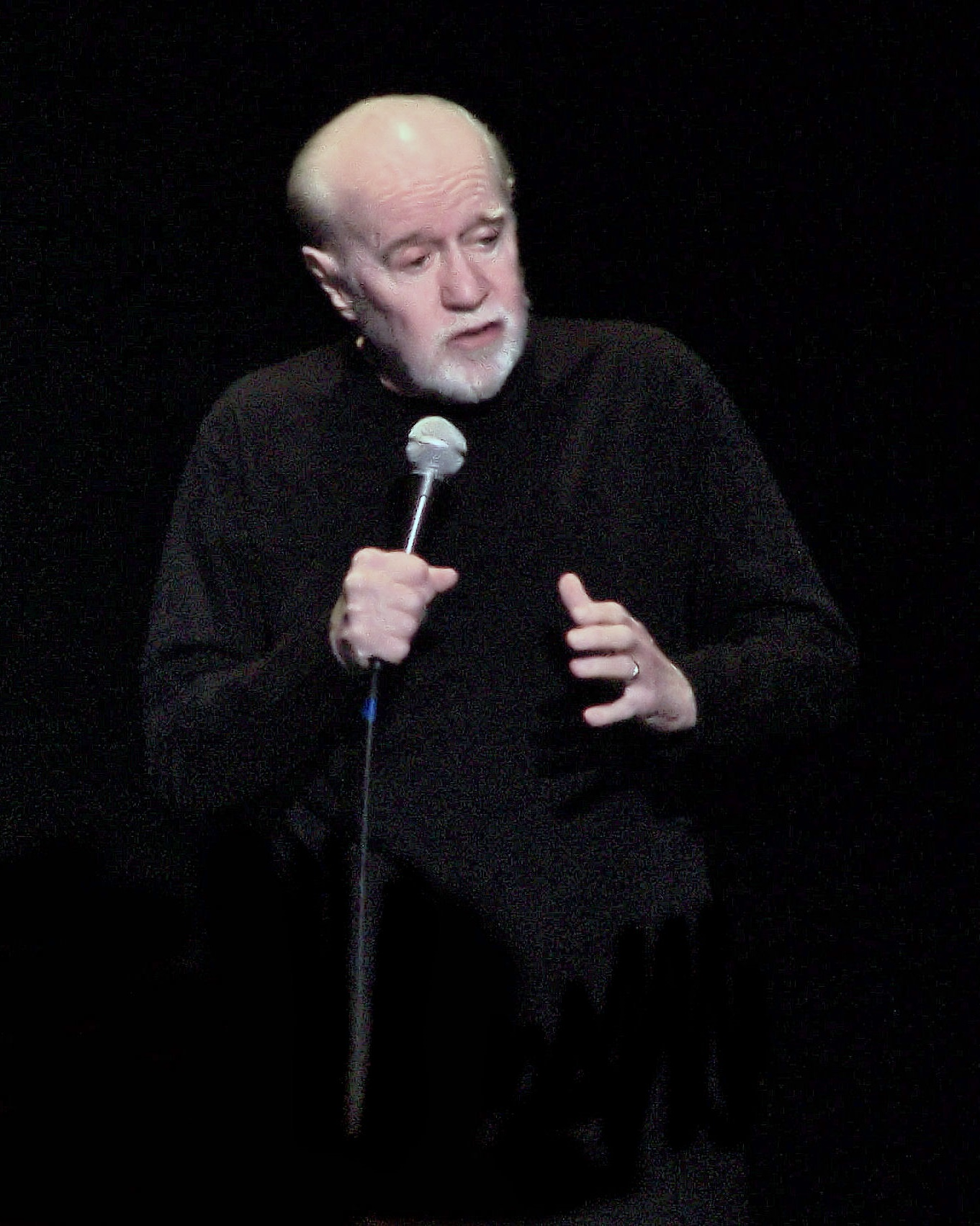
George Carlin (1937–2008)

- Carlin, Jack (* 1997), britischer Bahnradsportler
- Carlin, Jazmin (* 1990), britische Schwimmerin
- Carlin, John (1813–1891), US-amerikanischer Zeichner, Maler und Dichter
- Carlin, John W. (* 1940), US-amerikanischer Politiker
- Carlin, Laura (* 1980), britische Illustratorin
- Carlin, Lynn (* 1938), US-amerikanische Schauspielerin
- Carlin, Máiréad (* 1988), irische Sängerin und Mitglied der Gruppe Celtic Woman
- Carlin, Martin (1730–1785), französischer Ebenist deutscher Herkunft
- Carlin, Mary (1873–1939), britische Gewerkschafterin
- Carlin, Michael, australischer Szenenbildner und Artdirector
- Carlin, Mike (* 1958), US-amerikanischer Comicautor und Verlagsredakteur
- Carlin, Paul N. (1931–2018), US-amerikanischer Regierungsbeamter und Geschäftsmann
- Carlin, Sean (* 1967), australischer Hammerwerfer
- Carlin, Thomas († 1552), katholischer Priester, Benediktiner und Abt des Klosters Murrhardt
- Carlin, Thomas (1789–1852), Gouverneur von Illinois
- Carline, Margaret (* 1955), neuseeländische Reiterin
- Carline, Sydney (1888–1929), britischer Maler und Lehrer
- Carling, Elizabeth (* 1967), britische Schauspielerin, Synchronsprecherin und Sängerin
- Carling, Finn (1925–2004), norwegischer Schriftsteller
- Carling, Gunhild (* 1975), schwedische Jazz-Sängerin und -MultiinstrumentalistinGunhild Carling (* 1975)

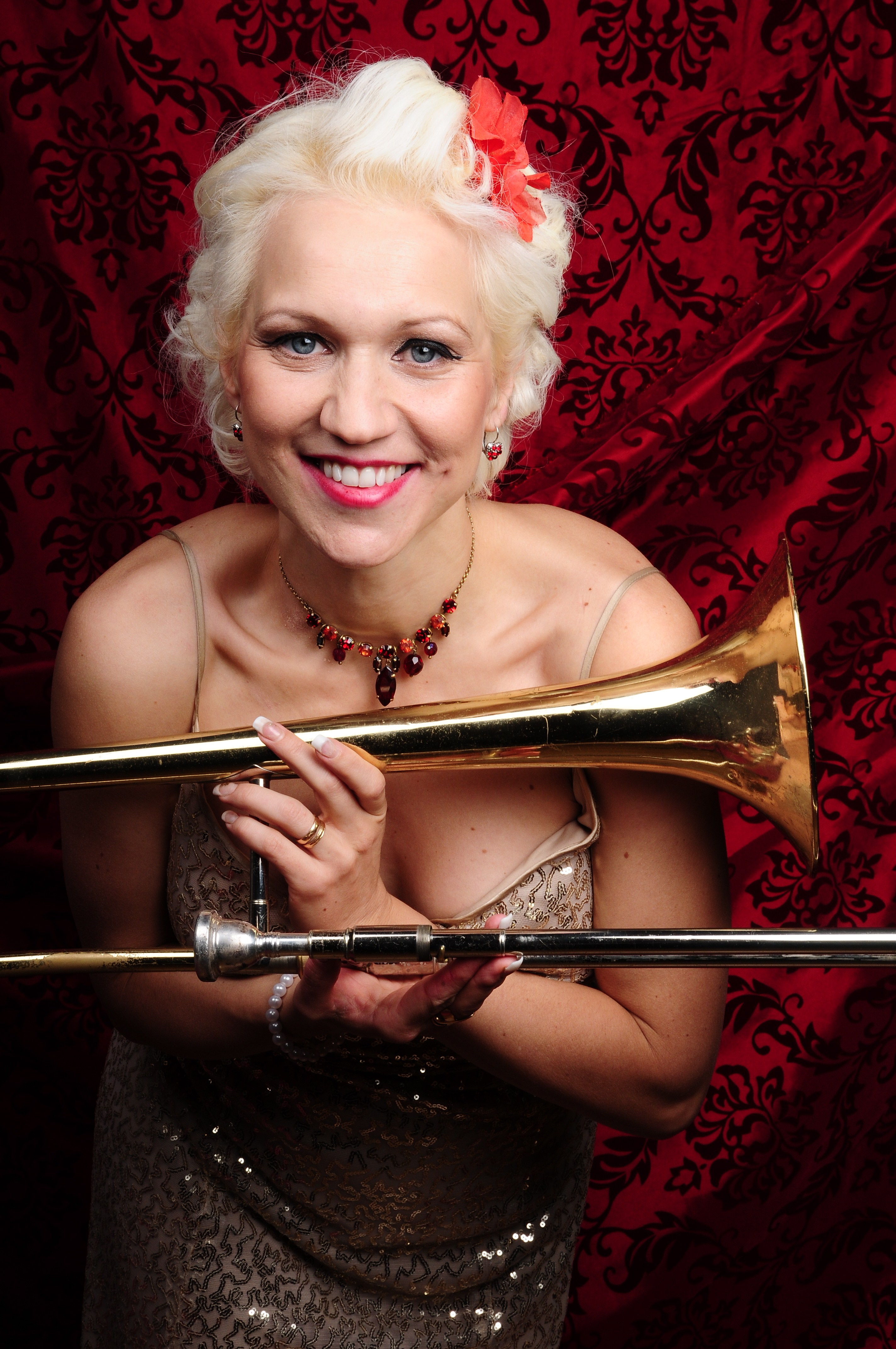
Gunhild Carling (* 1975)

- Carling, Joan (* 1963), philippinische Menschenrechtlerin
- Carling, Paul (* 1953), englischer Geograph und Hochschullehrer
- Carlinhos (* 1980), brasilianischer Fußballspieler
- Carlinhos (* 1994), brasilianischer Fußballspieler
- Carlini, Benedetta (1590–1661), italienische römisch-katholische Nonne, Äbtissin und Mystikerin
- Carlini, Carlo (* 1920), italienischer Kameramann
- Carlini, Francesco (1783–1862), italienischer Astronom und Geodät
- Carlini, Giacomo (1904–1963), italienischer Hürdenläufer und Sprinter
- Carlini, Michel (1889–1967), französischer gaullistischer Politiker und Anwalt
- Carlini, Paolo (1922–1979), italienischer Schauspieler
- Carlino, Anthony, Szenenbildner
- Carlino, Leonardo (* 2000), dänisch-italienischer Basketballspieler
- Carlino, Lewis John (1932–2020), US-amerikanischer Drehbuchautor und Regisseur
- Carlisi, Olimpia (* 1946), italienische Schauspielerin
- Carlisi, Samuel (1914–1997), US-amerikanischer Mobster; Boss des „Chicago Outfit“
- Carlisle, Alexander (1854–1926), nordirischer Schiffsarchitekt, Chefkonstrukteur der Schiffswerft Harland & Wolff
- Carlisle, Anthony (1768–1840), englischer Chirurg
- Carlisle, Belinda (* 1958), US-amerikanische Pop-Sängerin und Leadsängerin der Rockband Go-Go’sBelinda Carlisle (* 1958)

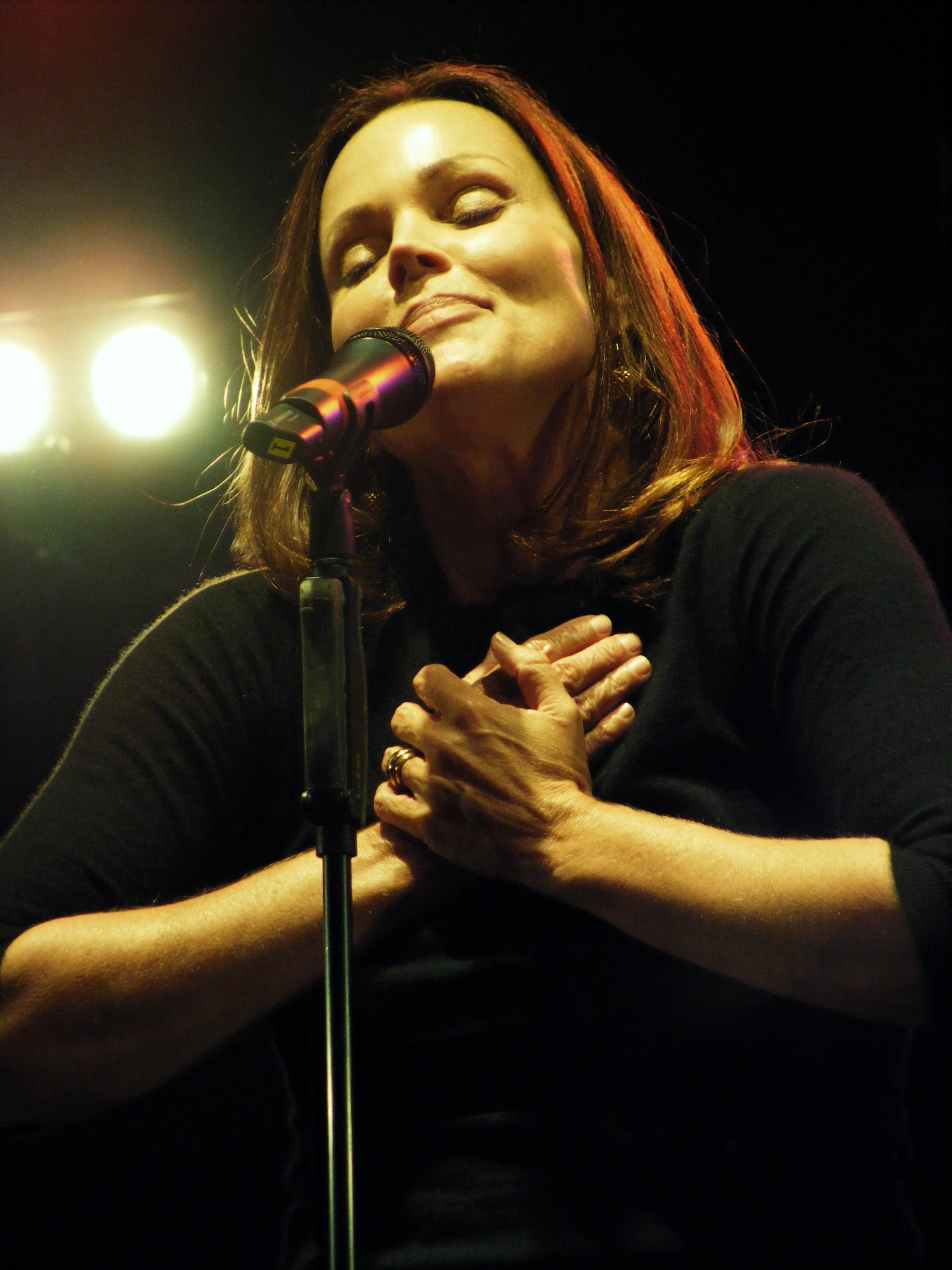
Belinda Carlisle (* 1958)

- Carlisle, Bill (1908–2003), US-amerikanischer Countrymusiker und -sänger
- Carlisle, Bob (* 1956), US-amerikanischer Sänger christlicher Popmusik
- Carlisle, Clarke (* 1979), englischer Fußballspieler
- Carlisle, Cliff (1904–1983), US-amerikanischer Country-Sänger
- Carlisle, Daniel (* 1955), US-amerikanischer Sportschütze
- Carlisle, Edith Muriel (* 1922), US-amerikanische Ernährungswissenschaftlerin
- Carlisle, Elsie (1896–1977), britische Sängerin
- Carlisle, Herbert J. (* 1957), US-amerikanischer General (U.S. Air Force); Befehlshaber Air Combat Command; Befehlshaber Pacific Air Forces
- Carlisle, James (* 1937), antiguanischer Politiker, Generalgouverneur von Antigua und Barbuda
- Carlisle, John Griffin (1834–1910), US-amerikanischer Politiker (Demokratische Partei)
- Carlisle, Kitty (1910–2007), US-amerikanische Sängerin, Bühnen- und Filmschauspielerin
- Carlisle, Mark, Baron Carlisle of Bucklow (1929–2005), britischer Politiker, Unterhausabgeordneter und Peer
- Carlisle, Mary (1914–2018), US-amerikanische Schauspielerin und Sängerin
- Carlisle, Maxxxwell (* 1983), US-amerikanischer Gitarrist
- Carlisle, Peter (* 1952), US-amerikanischer Jurist und Politiker
- Carlisle, Rick (* 1959), US-amerikanischer Basketballspieler und -trainerRick Carlisle (* 1959)

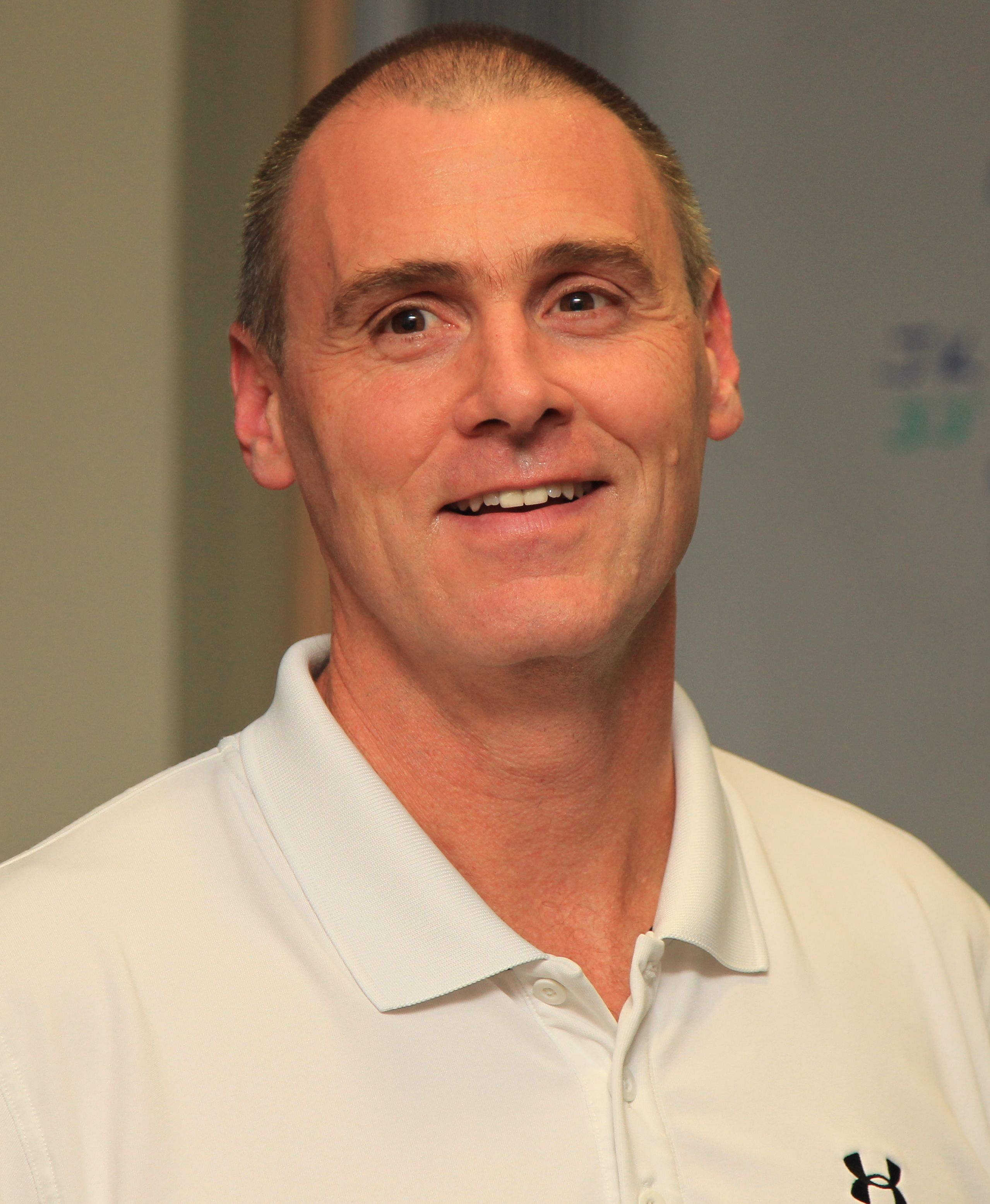
Rick Carlisle (* 1959)

- Carlisle, Una Mae (1915–1956), US-amerikanische Sängerin, Songwriterin und Pianistin des Swing
- Carlisle, William L. (1890–1964), US-amerikanischer Zugräuber
- Carlito (* 1979), puerto-ricanischer WrestlerCarlito (* 1979)

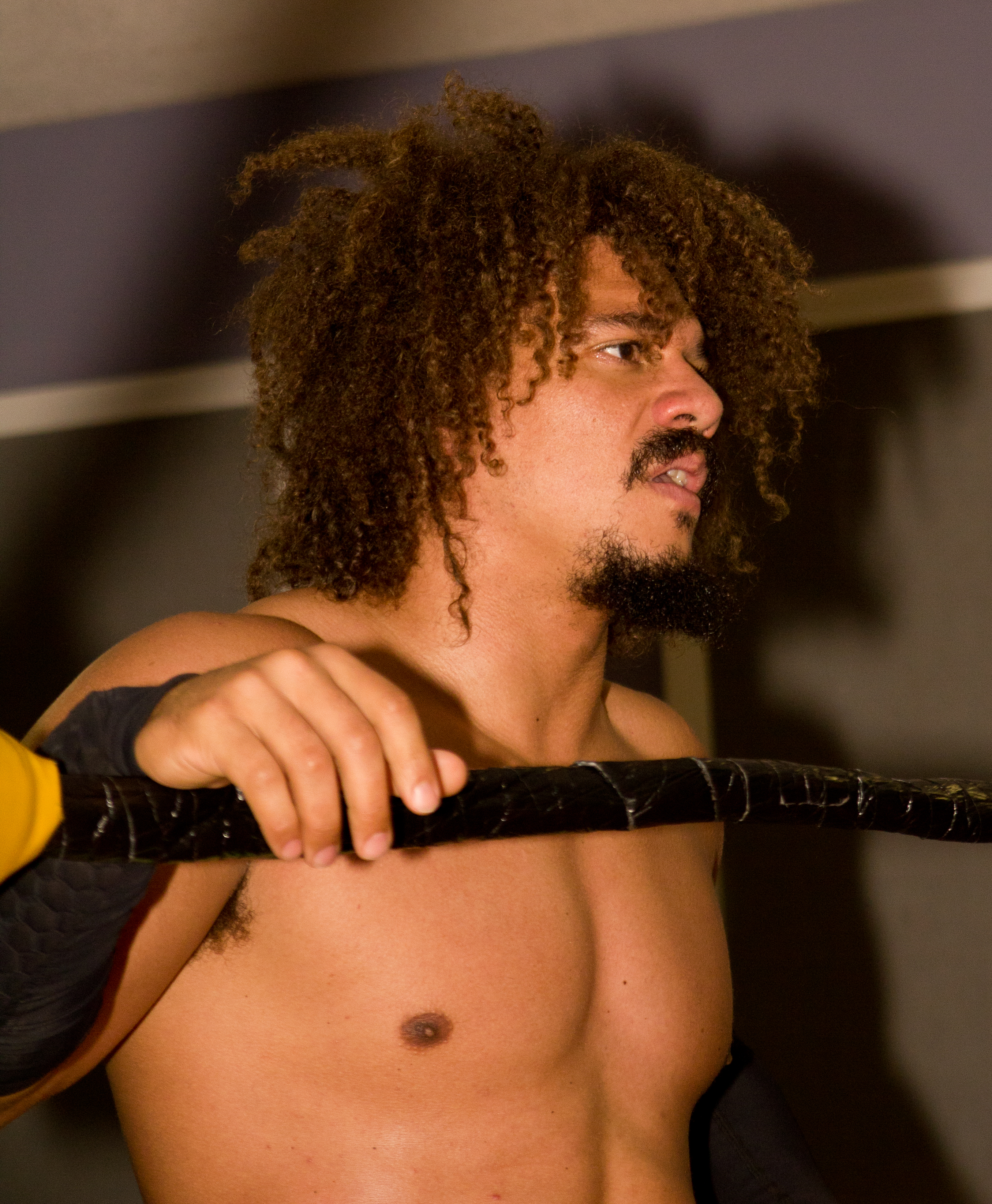
Carlito (* 1979)

- Carlitos (* 1982), portugiesischer Fußballspieler
- Carlitz, Leonard (1907–1999), US-amerikanischer Mathematiker
- Carlius, Torsten (1939–2005), schwedischer Sportfunktionär

### Carll
- Carll, Hayes (* 1976), US-amerikanischer Country-Musiker und Singer-Songwriter

### Carlm
- Carlmar, Edith (1911–2003), norwegische Schauspielerin, Aufnahmeleiterin und Filmregisseurin

### Carlo
- Carlo dall’Aquila, italienischer Bildhauer
- Carlo I. Gonzaga (1580–1637), Herzog von Nevers, Rethel, Mantua und Montferrat
- Carlo II. Gonzaga (1609–1631), Regent
- Carlo II. Tocco († 1448), Pfalzgraf von Kefalonia und Zakynthos, Herzog von Leukadia, Despot von Arta
- Carlo III. Gonzaga (1629–1665), Herzog von Mantua; Herzog von Rethel und Erbherzog von Nevers (bis 1659)
- Carlo von Neapel-Sizilien (1775–1778), Kronprinz von Neapel und Sizilien und Herzog von Kalabrien
- Carlo, Brandon (* 1996), US-amerikanischer Eishockeyspieler
- Carlo, Jon, US-amerikanischer Schauspieler, Synchronsprecher und Filmschaffender
- Carlo, Omar del (1918–1975), argentinischer Dramatiker
- Carlo, Philip (1949–2010), US-amerikanischer Autor
- Carlock, Keith (* 1971), US-amerikanischer Jazz- und Fusion-Schlagzeuger
- Carloff, Heinrich, deutscher Kaufmann in dänischen und schwedischen Diensten; Gouverneur von Tobago
- Carlomagno, Teresa (* 1968), italienische Chemikerin
- Carlone, Archangelo, Architekt und Stadtmaurer
- Carlone, Carlo (1686–1775), italienischer Maler und Freskant
- Carlone, Carlo Antonio († 1708), Baumeister
- Carlone, Carlo Martino (1616–1667), italienischer Baumeister, in Österreich wirkend
- Carlone, Diego Francesco (1674–1750), italienischer Stuckateur
- Carlone, Domenico († 1679), italienischer Baumeister und Stuckateur
- Carlone, Franz Isidor (1619–1684), österreichischer Architekt und landschaftlicher Maurermeister
- Carlone, Giovanni (1584–1630), genuesischer Maler
- Carlone, Giovanni (1636–1713), italienischer Freskenmaler
- Carlone, Giovanni Battista († 1645), österreichischer Baumeister und Architekt
- Carlone, Giovanni Battista, genuesischer Maler
- Carlone, Giovanni Battista, italienischer Stuckateur und Bildhauer
- Carlone, Joachim (1653–1713), österreichischer Architekt und landschaftlicher Maurermeister
- Carlone, Josef, steirischer Barockbaumeister
- Carlone, Peter (1567–1628), österreichischer Baumeister in Leoben
- Carlone, Pietro Francesco, Baumeister des Barock
- Carlone, Sebastian der Ältere, italienischer Baumeister, Bildhauer und Stuckateur
- Carlone, Silvestro (1610–1671), italienischer Baumeister und Maurermeister
- Carlone, Taddeo (1543–1615), schweiz-italienischer Architekt und Bildhauer der Manierismus
- Carloni, Ester (1905–1996), italienische Schauspielerin
- Carloni, Pietro (1896–1968), italienischer Schauspieler
- Carloni, Tita (1931–2012), Schweizer Architekt
- Carlos (1943–2008), französischer Sänger
- Carlos Alberto (1944–2016), brasilianischer Fußballspieler und -trainerCarlos Alberto (1944–2016)

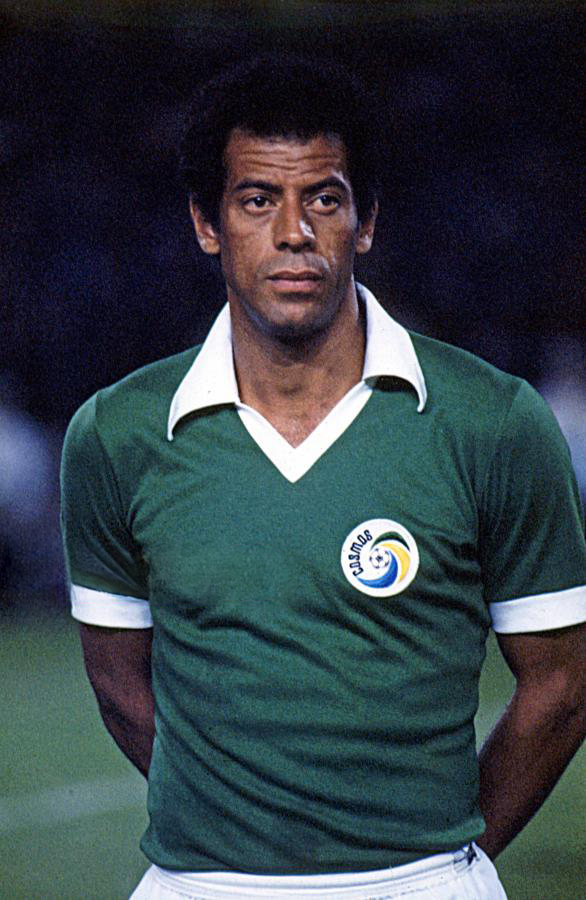
Carlos Alberto (1944–2016)

- Carlos Alberto (* 1980), brasilianischer Fußballspieler
- Carlos Alberto (* 1981), brasilianischer Fußballspieler
- Carlos Alberto (Fußballspieler, Januar 1984) (* 1984), brasilianischer Fußballspieler
- Carlos Alberto (Fußballspieler, Dezember 1984) (* 1984), brasilianischer FußballspielerCarlos Alberto (* 1984)

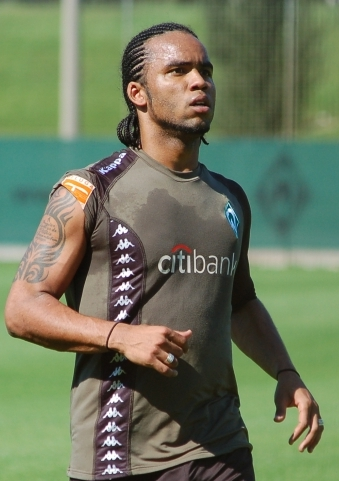
Carlos Alberto (* 1984)

- Carlos Augusto (* 1999), brasilianischer Fußballspieler
- Carlos Clarke, Bob (1950–2006), irisch-britischer Fotograf
- Carlos Eduardo (* 1987), brasilianischer Fußballspieler
- Carlos José (1934–2020), brasilianischer Sänger und Komponist
- Carlos Manuel (* 1958), portugiesischer Fußballspieler
- Carlos María de Borbón (1848–1909), Herzog von Madrid, Prätendent (1868–1909)
- Carlos Vinícius (* 1995), brasilianischer Fußballspieler
- Carlos von Bourbon-Sizilien (1938–2015), spanischer Adeliger, Oberhaupt der Bourbonen in Sizilien
- Carlos, Alberto (* 1960), osttimoresischer Politiker und Diplomat
- Carlos, Ana Fani Alessandri (* 1950), brasilianische Geographin
- Carlos, Azenaide (* 1990), angolanische Handballspielerin
- Carlos, Flavio F. (1861–1944), mexikanischer Musikpädagoge und -wissenschaftler
- Carlos, Francisco David Xavier (* 1967), osttimoresischer Politiker
- Carlos, João (* 1956), brasilianischer Fußballspieler und Fußballtrainer
- Carlos, John (* 1945), US-amerikanischer Leichtathlet und Olympiateilnehmer
- Carlos, Juan (* 1990), spanischer Fußballspieler
- Carlos, Kevin (* 2001), spanischer Fußballspieler
- Carlos, Luciano Asley Rocha (* 1977), brasilianischer Fußballspieler
- Carlos, Luíz (* 1985), brasilianischer Fußballspieler
- Carlos, Milton (* 1948), brasilianischer Fußballspieler
- Carlos, Roberto (* 1941), brasilianischer SängerRoberto Carlos (* 1941)

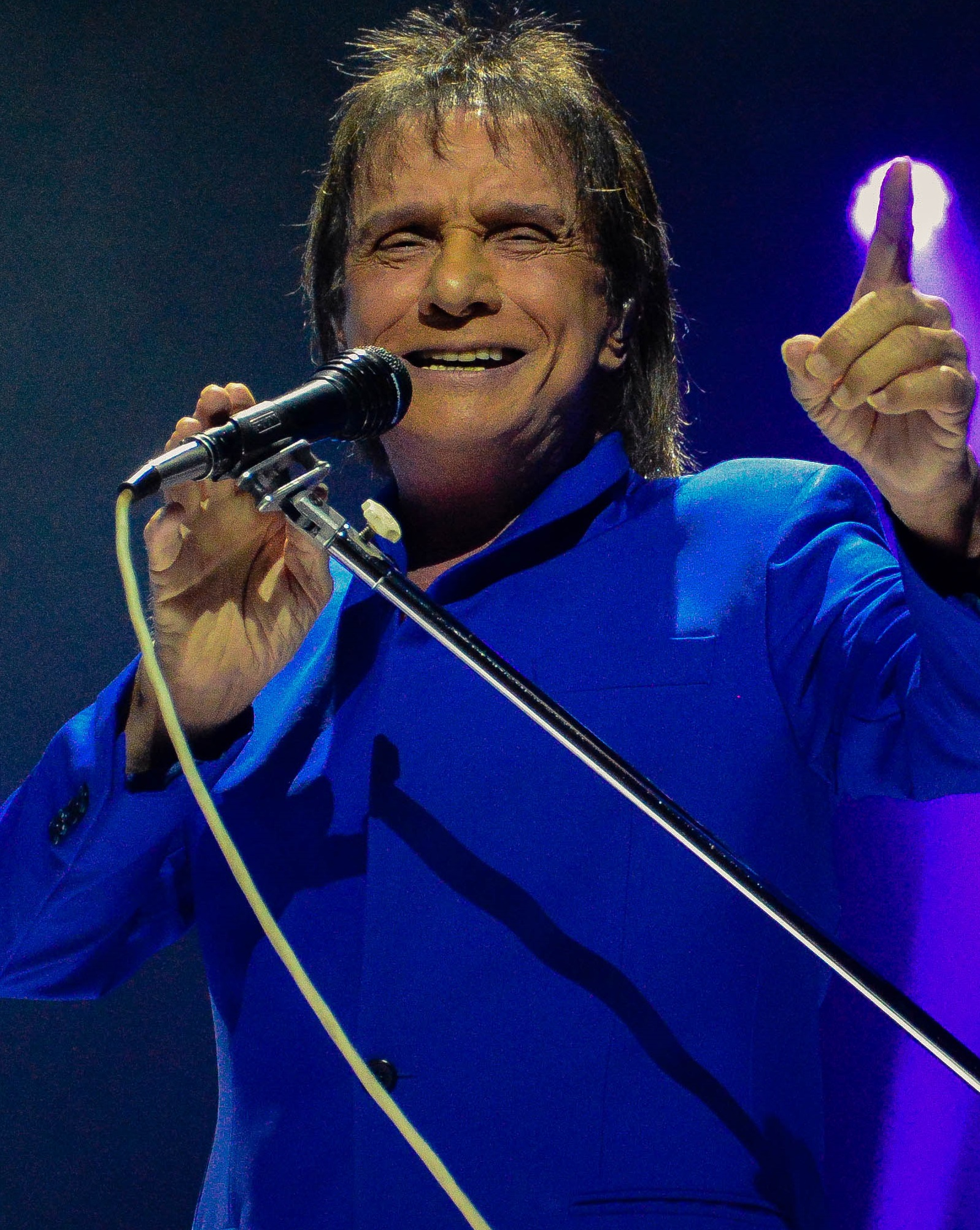
Roberto Carlos (* 1941)

- Carlos, Tim, US-amerikanischer Komponist
- Carlos, Wendy (* 1939), US-amerikanische Komponistin und Elektronikmusikerin
- Carlot Korman, Maxime (* 1941), vanuatuischer Politiker
- Carlota, Carminda (* 1974), osttimoresische Politikerin
- Carlotta, Antonia (* 1988), US-amerikanische Schauspielerin und Webvideoproduzentin
- Carlotti, Barbara (* 1974), französische Sängerin
- Carlotti, Marie-Arlette (* 1952), französische Politikerin (PS), MdEP
- Carlotto, Massimo (* 1956), italienischer Schriftsteller
- Carlovich, Tomás (1946–2020), argentinischer Fußballspieler
- Carlowitz, Adolf von (1900–1966), deutscher Staatsbeamter
- Carlowitz, Adolph von (1858–1928), sächsischer General der Infanterie und Kriegsminister
- Carlowitz, Albert von (1802–1874), deutscher Politiker
- Carlowitz, Albrecht von (1837–1924), preußischer Generalmajor
- Carlowitz, Anton von (1785–1840), Dirigierender Staatsminister in Sachsen-Coburg und Gotha
- Carlowitz, Carl Adolf von (1771–1837), preußischer Generalleutnant
- Carlowitz, Christoph Rudolph von (1656–1723), königlich-polnischer und kurfürstlich-sächsischer Oberaufseher sowie Oberforst- und Wildmeister
- Carlowitz, Christoph von (1507–1578), kursächsischer Rat und Oberhauptmann von Joachimsthal in Böhmen
- Carlowitz, Dietrich Carl von (1839–1890), deutscher Rittergutsbesitzer und Politiker, MdR
- Carlowitz, Georg Karl von (1658–1700), kursächsischer Generalmajor
- Carlowitz, Georg Karl von (1717–1771), königlich preußischer Oberst, Chef des Grenadier-Bataillons Nr. 1
- Carlowitz, Georg von († 1550), politischer Ratgeber
- Carlowitz, Georg von (1866–1945), sächsischer Oberst und Träger des Kommandeurkreuz II. Klasse des Militär-St.-Heinrichs-Ordens
- Carlowitz, Hans Carl von (1645–1714), deutscher Kameralist und OberberghauptmannHans Carl von Carlowitz (1645–1714)

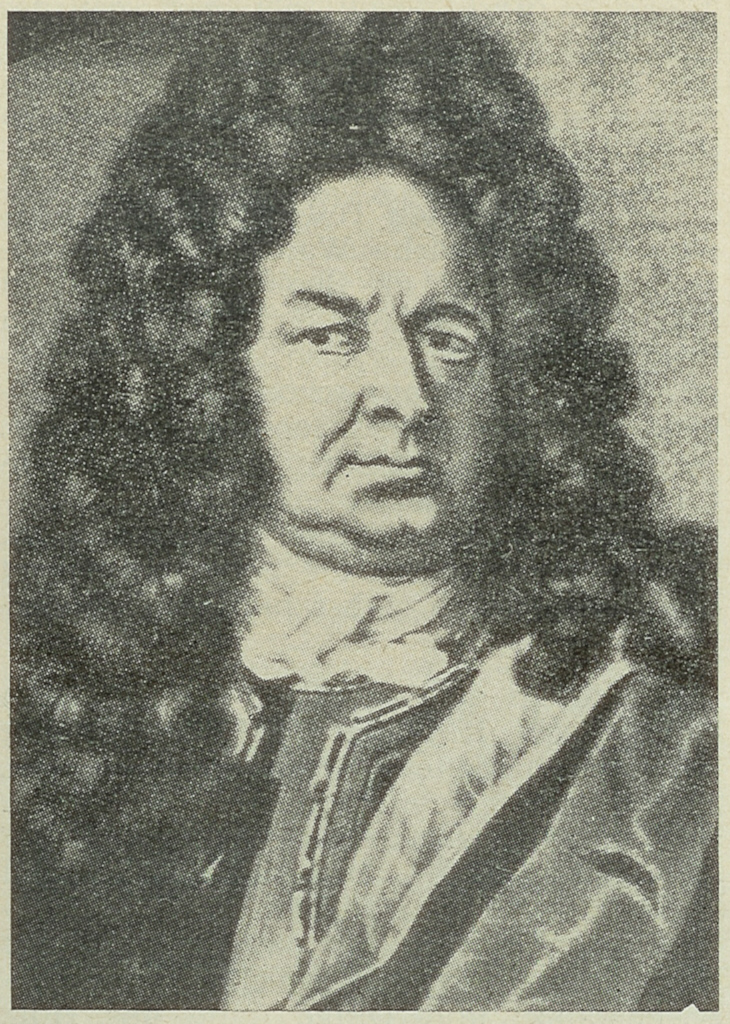
Hans Carl von Carlowitz (1645–1714)

- Carlowitz, Hans Georg von (1772–1840), sächsischer Minister
- Carlowitz, Hans von († 1493), deutscher Politiker, Bürgermeister von Dresden, Gewandschneider
- Carlowitz, Hans von (1527–1578), deutscher Beamter
- Carlowitz, Hans von (1849–1904), sächsischer Generalmajor
- Carlowitz, Jens (* 1964), deutscher Leichtathlet und Olympiateilnehmer
- Carlowitz, Karl Adolf von (1853–1928), deutscher Politiker und Rittergutsbesitzer
- Carlowitz, Leo von (1846–1907), sächsischer Generalleutnant
- Carlowitz, Oswald von (1825–1903), königlich sächsischer General der Kavallerie, Generaladjutant des Königs
- Carlowitz, Oswald von (1859–1910), deutscher Verwaltungsbeamter im Königreich Sachsen
- Carlowitz, Otto (* 1949), deutscher Umweltwissenschaftler und Hochschullehrer
- Carlowitz, Reiki von (* 1987), deutsche Schauspielerin
- Carlowitz, Wilhelm von (* 1944), deutscher Unternehmer und Politiker (CDU), MdL
- Carlowitz-Hartitzsch, Hans von (1851–1903), sächsischer Hofmarschall von König Albert
- Carlowitz-Maxen, Viktor von (1809–1856), deutscher Genealoge und Heraldiker

### Carlp
- Carlprit (* 1986), deutsch-simbabwischer Rapper

### Carlq
- Carlquist, Fredrik (* 1969), schwedischer Jazzmusiker (Saxophone, Komposition)
- Carlquist, Gunnar (1889–1963), schwedischer Bibliothekar, Lexikograf und Historiker

### Carls
- Carls, Carl (1880–1958), deutscher Schachspieler
- Carls, Dieter (1939–2003), deutscher Hörspiel-Regisseur
- Carls, Emmett (1917–1980), US-amerikanischer Jazzmusiker (Tenorsaxophon)
- Carls, Hans (1886–1952), deutscher Geistlicher und Widerstandskämpfer
- Carls, Jonas (* 1997), deutscher FußballspielerJonas Carls (* 1997)

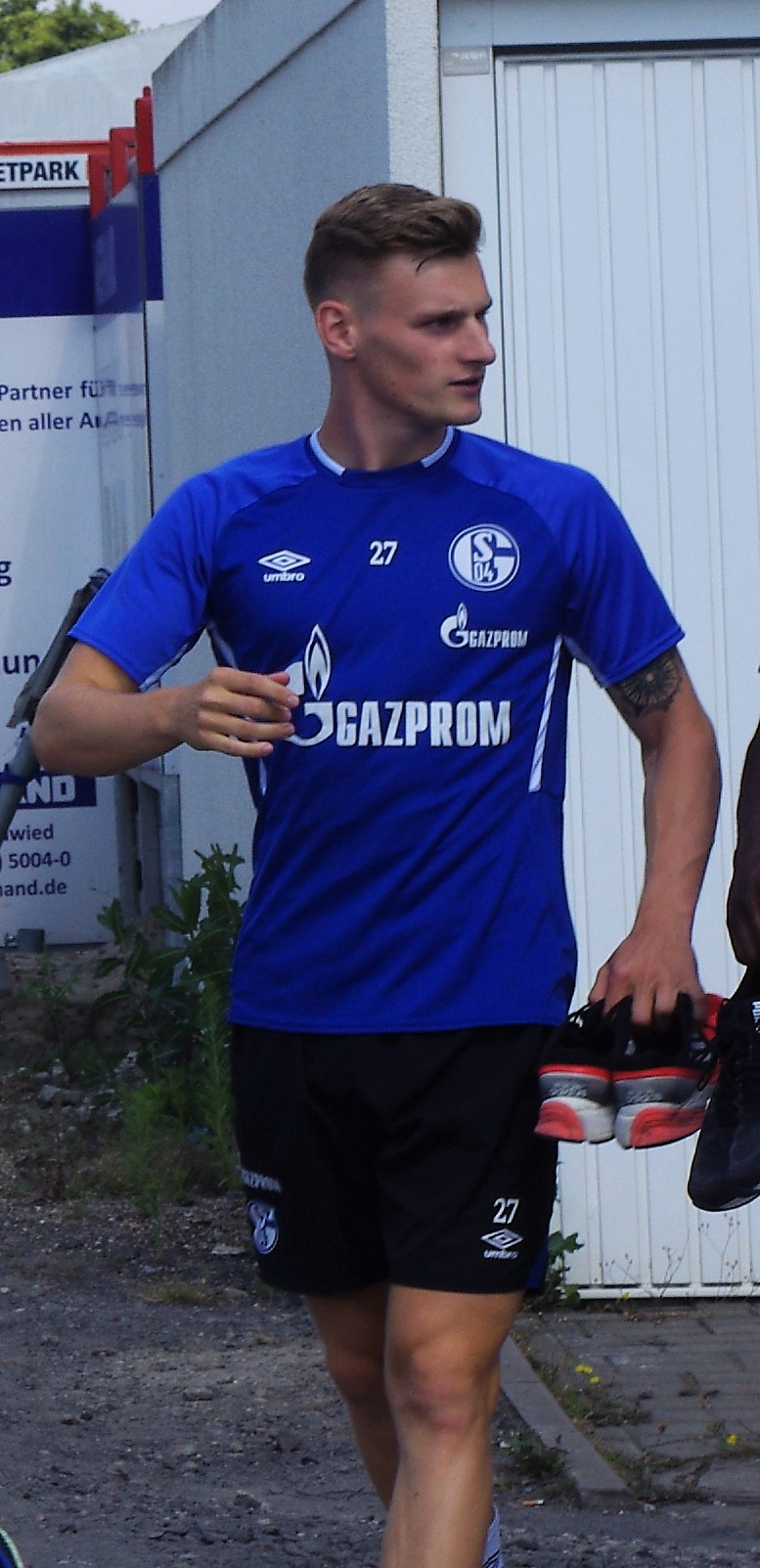
Jonas Carls (* 1997)

- Carls, Jürgen (* 1939), deutscher Agrarwissenschaftler
- Carls, Peter (1937–2020), deutscher Paläontologe und Hochschullehrer
- Carls, Rolf (1885–1945), deutscher Generaladmiral im Zweiten Weltkrieg, Landrat des Kreises Stormarn
- Carls, Ursula (1923–2019), deutsche Mäzenin
- Carlsbogård, Jonathan (* 1995), schwedischer Handballspieler
- Carlsburg, Ernst Friedrich von (1711–1786), kursächsischer Generalleutnant
- Carlsburg, Friedrich Heinrich Sigismund Gustav von (1779–1849), preußischer Kreisland- und Regierungsrat
- Carlsburg, Gerd-Bodo von (* 1942), deutscher Erziehungswissenschaftler
- Carlsburg, Wallrad Friedrich Gustav von (1751–1820), königlich-sächsischer Kreishauptmann und Hauptmann der Armee
- Carlsen, Agnete (* 1971), norwegische Fußballspielerin
- Carlsen, Armand (1905–1969), norwegischer Eisschnellläufer
- Carlsen, Bill (1904–1979), US-amerikanischer Jazz- und Unterhaltungsmusiker
- Carlsen, Carla (1909–1995), deutsche Soubrette und Schauspielerin
- Carlsen, Carsten M. (1892–1961), norwegischer Organist, Dirigent und Komponist
- Carlsen, Dagfin (* 1898), norwegisch-österreichischer Skiläufer, Skispringer, Schauspieler und Schanzenkonstrukteur
- Carlsen, Daniel (* 1990), dänischer rechtsextremer Politiker (Danskernes Parti)
- Carlsen, Elling (1819–1900), norwegischer Seefahrer und Entdecker
- Carlsen, Emil (1853–1932), dänisch-amerikanischer Maler
- Carlsen, Fanny (1874–1944), österreichische Schriftstellerin und Drehbuchautorin
- Carlsen, Fritz (1857–1913), deutscher Theaterschauspieler
- Carlsen, Gary (* 1945), US-amerikanischer Diskuswerfer
- Carlsen, Henning (1927–2014), dänischer Filmregisseur, Filmproduzent, Drehbuchautor und Filmeditor
- Carlsen, John (* 1961), dänischer Radrennfahrer
- Carlsen, Kenneth (* 1973), dänischer Tennisspieler
- Carlsen, Kirk (* 1987), US-amerikanischer Straßenradrennfahrer
- Carlsen, Kirsten (* 1938), dänische Skilangläuferin
- Carlsen, Lalla (1889–1967), norwegische Schauspielerin und Sängerin
- Carlsen, Ludwig (1902–1993), deutscher Aufnahmeleiter, Produktionsleiter, Regisseur, Drehbuchautor und Synchrondialogbuchautor
- Carlsen, Magnus (* 1990), norwegischer Schachgroßmeister und SchachweltmeisterMagnus Carlsen (* 1990)

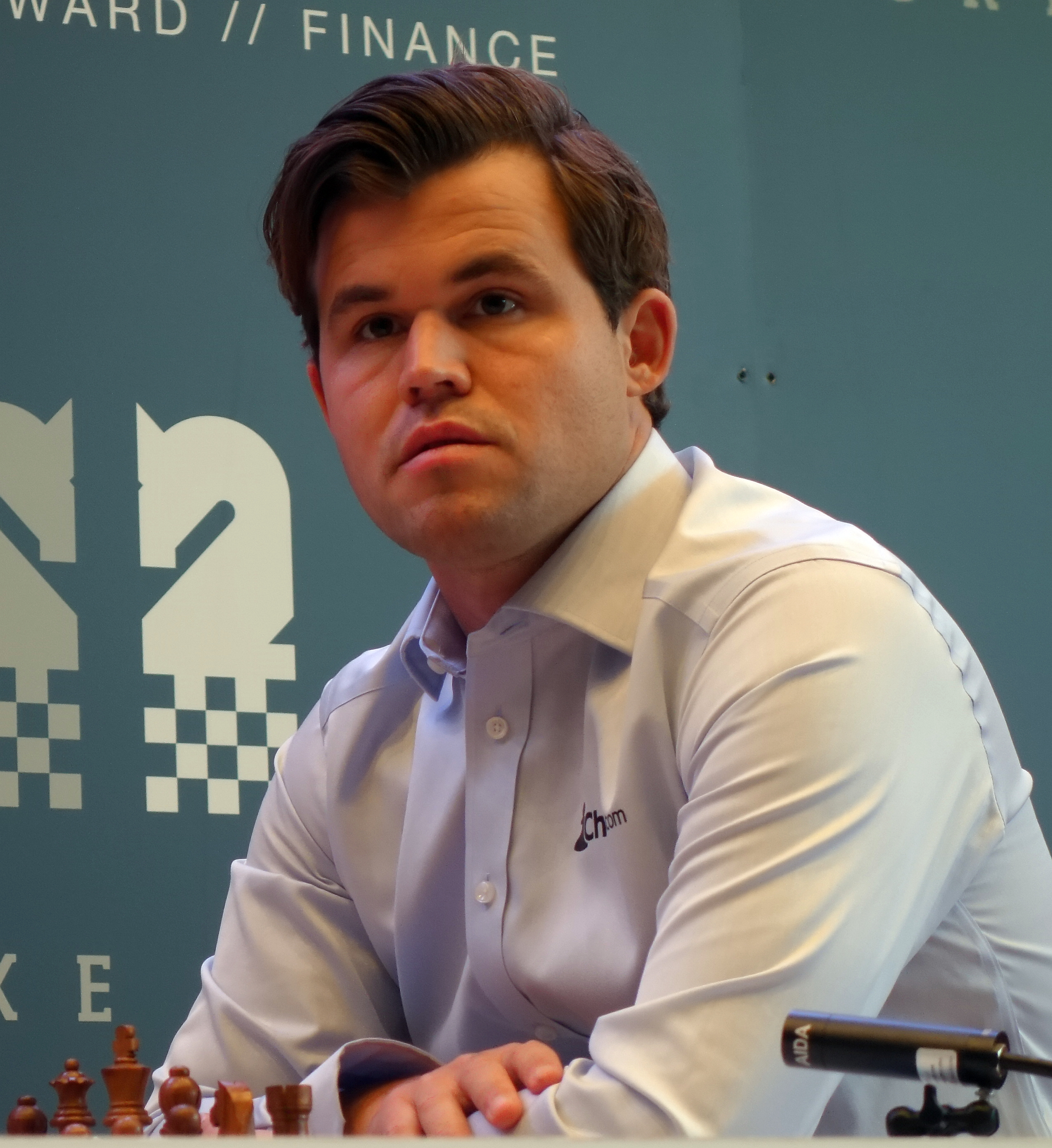
Magnus Carlsen (* 1990)

- Carlsen, Margarethe, deutsche Theaterschauspielerin
- Carlsen, Paula (1838–1900), deutsche Kinderdarstellerin und Theaterschauspielerin
- Carlsen, Petter (* 1979), norwegischer Rocksänger und Komponist
- Carlsen, Reidar (1908–1987), norwegischer Politiker
- Carlsen, Robert (1879–1959), deutscher Generalleutnant, Landwirt und Politiker (DNVP), MdL
- Carlsen, Svend (* 1938), dänischer Skilangläufer
- Carlsen, Tonny (* 1965), dänischer Karambolagespieler
- Carlsen, Torben (* 1962), dänischer Badmintonspieler
- Carlsen, Traute (1887–1968), deutsche Schauspielerin
- Carlshausen, Franz von (* 1879), deutscher SA-Brigadeführer
- Carlsnaes, Walter (* 1943), schwedischer Politikwissenschaftler und Hochschullehrer
- Carlsohn, Hans (1928–2006), deutscher Leiter des Sekretariats des Ministeriums für Staatssicherheit
- Carlsohn, Heinrich (1899–1958), deutscher Chemiker
- Carlson, Allan C. (* 1949), US-amerikanischer Historiker und Autor
- Carlson, Amy (* 1968), US-amerikanische SchauspielerinAmy Carlson (* 1968)

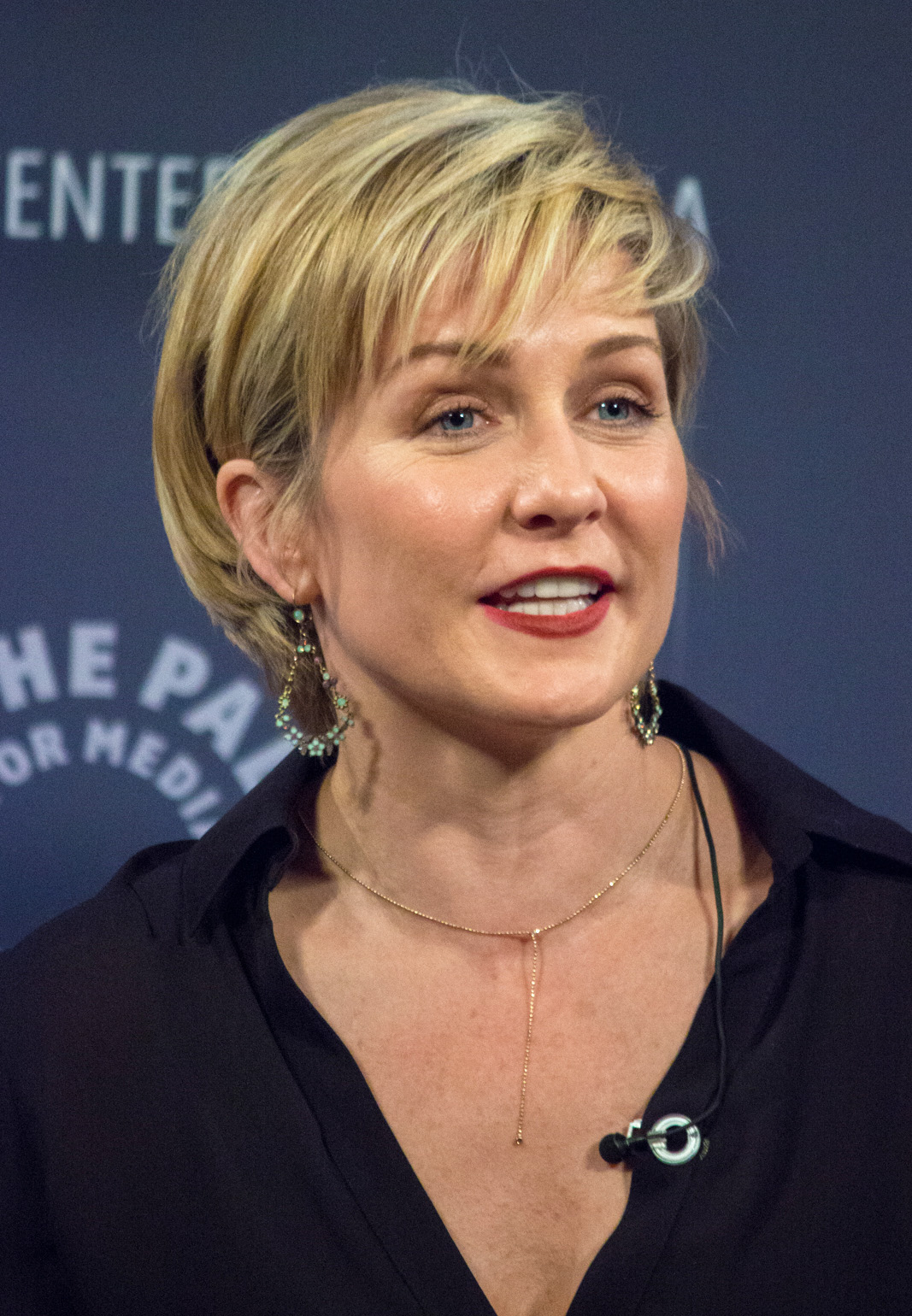
Amy Carlson (* 1968)

- Carlson, Andreas (* 1987), schwedischer Politiker (Kristdemokraterna), Minister für Infrastruktur und Wohnen
- Carlson, Anton Julius (1875–1956), schwedisch-amerikanischer Physiologe
- Carlson, Arne (* 1934), US-amerikanischer Politiker und ehemaliger Gouverneur von Minnesota
- Carlson, Britta (* 1978), deutsche Fußballspielerin und -trainerin
- Carlson, Bruce (* 1944), kanadischer Komponist
- Carlson, Bruce A. (* 1949), US-amerikanischer Offizier, General der US Air Force
- Carlson, Carl Fridolf (1870–1924), schwedisch-deutscher Schiffbauingenieur
- Carlson, Carolyn (* 1943), US-amerikanische Tänzerin und Choreographin
- Carlson, Chester (1906–1968), US-amerikanischer Erfinder, Physiker und Patentanwalt
- Carlson, Christopher (* 1997), US-amerikanischer Ruderer
- Carlson, Cliffard D. (1915–1977), US-amerikanischer Politiker
- Carlson, Colin (* 1996), US-amerikanischer Biologe
- Carlson, Cynthia (* 1942), US-amerikanische Künstlerin
- Carlson, Dan (* 1979), US-amerikanischer Eishockeyspieler
- Carlson, Daniel (* 1995), US-amerikanischer American-Football-Spieler
- Carlson, Dirk (* 1998), luxemburgisch-amerikanischer Fußballspieler
- Carlson, Ernst (1854–1909), schwedischer Historiker
- Carlson, Frank (1893–1987), US-amerikanischer Politiker
- Carlson, Fredrik Ferdinand (1811–1887), schwedischer Historiker und Politiker, Mitglied des Riksdag
- Carlson, George Alfred (1875–1926), US-amerikanischer Politiker
- Carlson, Gretchen (* 1966), US-amerikanische Fernsehmoderatorin und ehemalige Miss AmericaGretchen Carlson (* 1966)

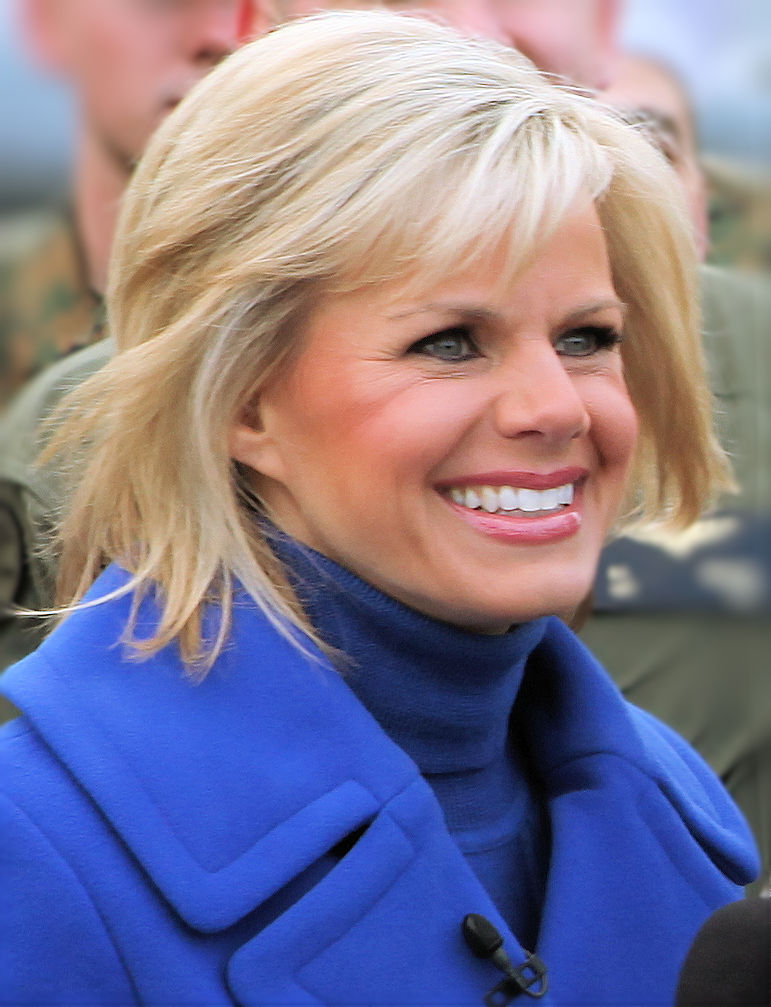
Gretchen Carlson (* 1966)

- Carlson, Gustaf (1894–1942), schwedischer Fußballspieler und -funktionär
- Carlson, Isabelle (* 1944), deutsche Theater- und Fernsehschauspielerin
- Carlson, Jeff (1969–2017), US-amerikanischer Science-Fiction-Autor
- Carlson, Jeffrey (1975–2023), US-amerikanischer Schauspieler und Sänger
- Carlson, Jenny (* 1995), schwedische Handballspielerin
- Carlson, Jessica, US-amerikanische Schauspielerin
- Carlson, Joel (1926–2001), südafrikanischer Jurist und Antiapartheidskämpfer
- Carlson, John, US-amerikanischer Jazz- und Kirchenmusiker
- Carlson, John (* 1959), US-amerikanischer Jazztrompeter
- Carlson, John (* 1990), US-amerikanischer Eishockeyspieler
- Carlson, John F. (1874–1945), US-amerikanischer Landschaftsmaler und Kunstpädagoge
- Carlson, Joseph, US-amerikanischer Kernphysiker
- Carlson, Katrina, US-amerikanische Singer-Songwriterin und Schauspielerin
- Carlson, Kelly (* 1976), US-amerikanische SchauspielerinKelly Carlson (* 1976)

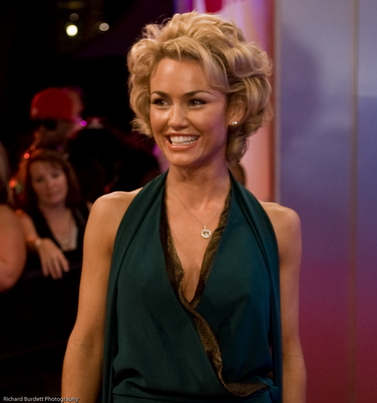
Kelly Carlson (* 1976)

- Carlson, Kindra (* 1987), US-amerikanische Volleyballspielerin
- Carlson, Kristina (* 1949), finnische Schriftstellerin
- Carlson, Lars Göran (* 1936), schwedischer Regisseur und Schauspieler
- Carlson, Leslie (1933–2014), US-amerikanischer Schauspieler
- Carlson, Linda (1945–2021), US-amerikanische Schauspielerin
- Carlson, Marvin (* 1935), US-amerikanischer Theaterwissenschaftler
- Carlson, Per (* 1938), schwedischer Physiker
- Carlson, Richard (1912–1977), US-amerikanischer Schauspieler
- Carlson, Richard (1961–2006), US-amerikanischer Autor
- Carlson, Robert (1905–1965), US-amerikanischer Segler
- Carlson, Robert James (* 1944), US-amerikanischer Geistlicher und römisch-katholischer Erzbischof von Saint Louis
- Carlson, Ron, US-amerikanischer Filmproduzent, Filmschauspieler und Drehbuchschreiber
- Carlson, Sally Elizabeth (1896–2000), US-amerikanische Mathematikerin und Hochschullehrerin
- Carlson, Sammy (* 1989), US-amerikanischer Freestyle- und Freeride-Skisportler
- Carlson, Tucker (* 1969), US-amerikanischer Fernsehmoderator und politischer KommentatorTucker Carlson (* 1969)

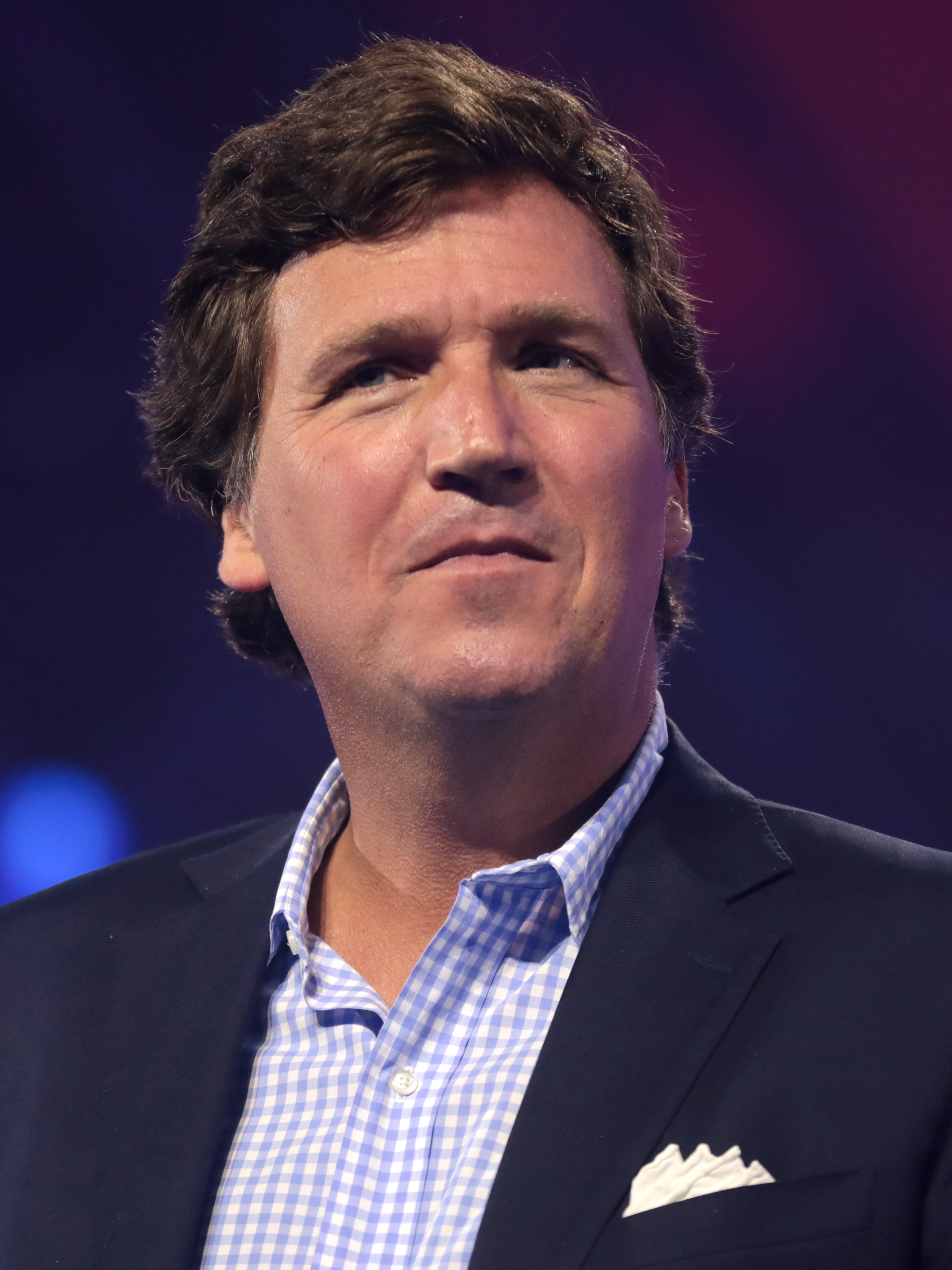
Tucker Carlson (* 1969)

- Carlson, Veronica (1944–2022), britische Schauspielerin
- Carlson, Wallace A. (1894–1967), US-amerikanischer Comiczeichner und Zeichentrickfilmer
- Carlson, Wendell L. (1897–1994), US-amerikanischer Ingenieur
- Carlson-Bredberg, Mina (1857–1943), schwedische Malerin
- Carlsrud, Conrad (1884–1973), norwegischer Turner und Speerwerfer
- Carlsson von Börring, Gustav (1649–1708), schwedischer Graf sowie friesischer Großgrundbesitzer, vorehelicher Sohn des Königs Carl X. Gustav von Schweden
- Carlsson, Agnes (* 1988), schwedische SängerinAgnes Carlsson (* 1988)

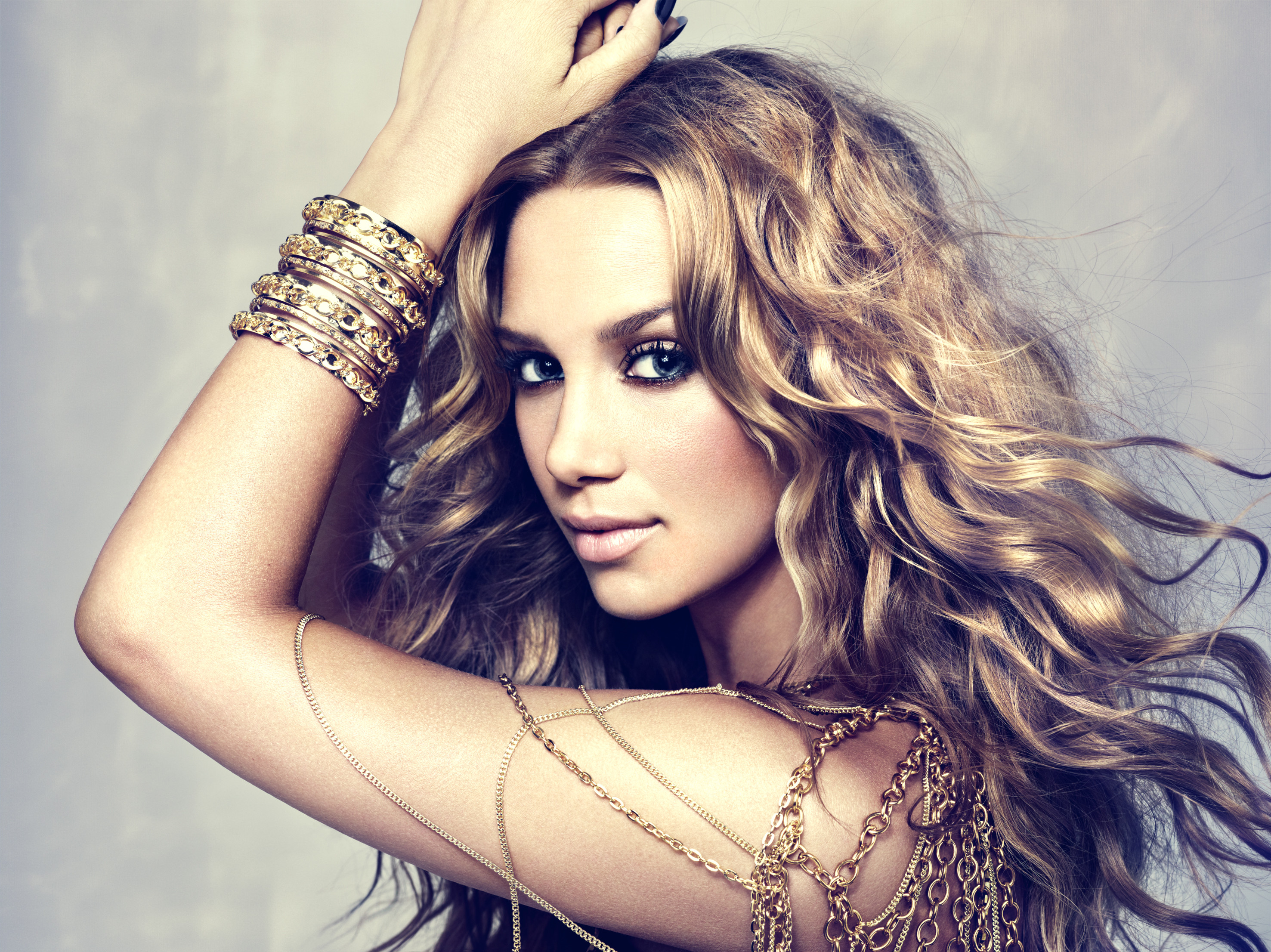
Agnes Carlsson (* 1988)

- Carlsson, Albertina (1848–1930), schwedische Zoologin und Lehrerin
- Carlsson, Allan (1929–1953), schwedischer Radrennfahrer
- Carlsson, Anders (* 1960), schwedischer Eishockeyspieler und -funktionär
- Carlsson, Andreas (* 1973), schwedischer Musikproduzent und Songwriter
- Carlsson, Andreas (* 1995), schwedischer Leichtathlet
- Carlsson, Anna (* 1973), schwedische Synchronsprecherin und Schauspielerin
- Carlsson, Anni (1911–2001), deutsche Germanistin und Übersetzerin
- Carlsson, Arvid (1923–2018), schwedischer Pharmakologe
- Carlsson, Berndt (1907–1991), schwedischer Radrennfahrer
- Carlsson, Bertil (1903–1953), schwedischer Skispringer
- Carlsson, Bror (1897–1986), schwedischer Fußballspieler
- Carlsson, Calle (* 1972), schwedischer Eishockeyspieler
- Carlsson, Carl-Olov (* 1988), schwedischer Automobilrennfahrer
- Carlsson, Christoffer (* 1986), schwedischer Schriftsteller und KriminologeChristoffer Carlsson (* 1986)

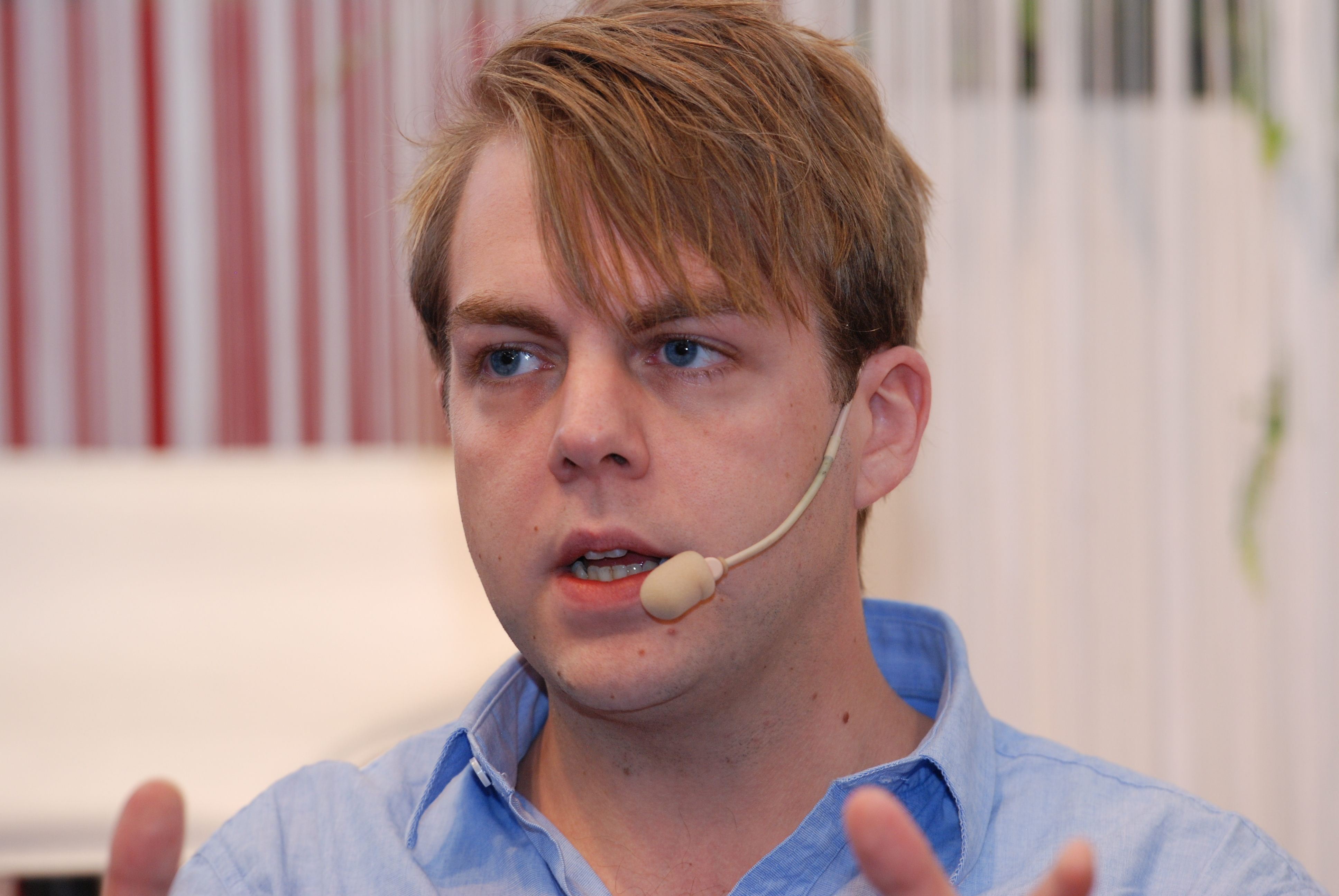
Christoffer Carlsson (* 1986)

- Carlsson, Clarence, schwedischer Radrennfahrer
- Carlsson, Dagny (1912–2022), schwedische Bloggerin, älteste Bloggerin der Welt
- Carlsson, Daniel (* 1976), schwedischer Rallyefahrer
- Carlsson, Daniel (* 1976), schwedischer Schwimmer
- Carlsson, Daniel (* 1977), schwedischer Eishockeyspieler
- Carlsson, Elisabet (* 1968), schwedische Schauspielerin
- Carlsson, Erik (1893–1981), schwedischer Gewichtheber
- Carlsson, Erik (1929–2015), schwedischer Rallyefahrer
- Carlsson, Erika, US-amerikanische Schauspielerin
- Carlsson, Gabriel (* 1997), schwedischer Eishockeyspieler
- Carlsson, Göran, schwedischer Badmintonspieler
- Carlsson, Gösta (1906–1992), schwedischer Radrennfahrer
- Carlsson, Greta (1898–1980), schwedische Schwimmerin
- Carlsson, Gunilla (* 1963), schwedische Politikerin, ehemaliges MdEP, UN-Beamtin
- Carlsson, Gunnar (* 1952), schwedischer Mathematiker
- Carlsson, Helena (* 1966), schwedische Fußballspielerin
- Carlsson, Henry (1917–1999), schwedischer Fußballspieler und -trainer
- Carlsson, Ingvar (* 1934), schwedischer Politiker, Mitglied des Riksdag, Ministerpräsident
- Carlsson, Ingvar (1947–2009), schwedischer Rallyefahrer
- Carlsson, Jerry (* 1953), schwedischer Fußballspieler
- Carlsson, Jonathan (* 1988), schwedischer Eishockeyspieler
- Carlsson, Kent (* 1968), schwedischer Tennisspieler
- Carlsson, Lars (1947–2024), schwedischer Rallyefahrer
- Carlsson, Lars (* 1973), schwedischer Skilangläufer
- Carlsson, Lars-Göran (1949–2020), schwedischer Sportschütze
- Carlsson, Leif (* 1965), schwedischer Eishockeyspieler, -trainer und -funktionär
- Carlsson, Lennart (1934–1991), schwedischer Romanist und Linguist
- Carlsson, Lennart (* 1951), schwedischer Eisschnellläufer
- Carlsson, Magnus (* 1974), schwedischer PopsängerMagnus Carlsson (* 1974)

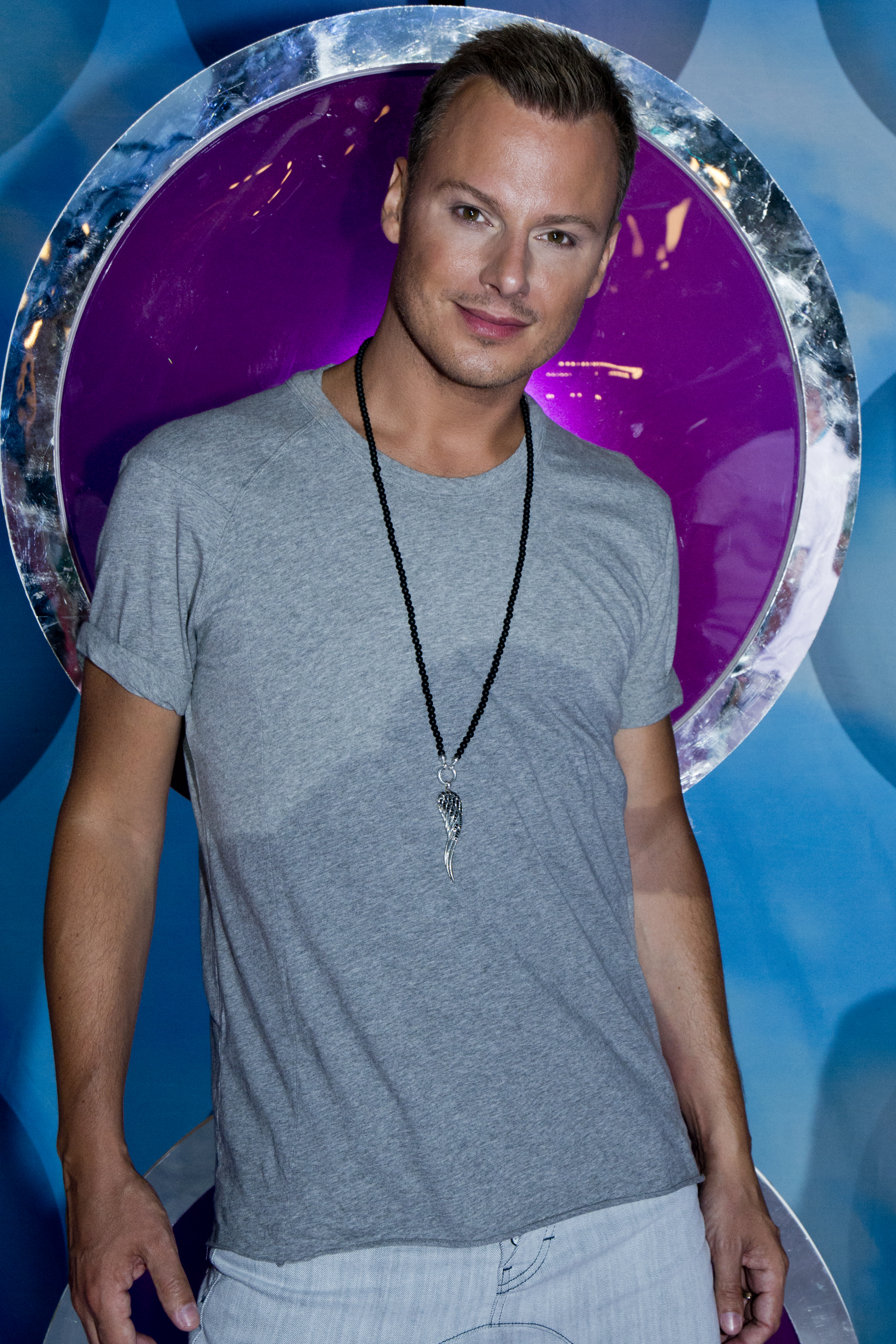
Magnus Carlsson (* 1974)

- Carlsson, Maria, deutsche literarische Übersetzerin
- Carlsson, Marika (* 1973), schwedische Komikerin und Moderatorin
- Carlsson, Mauritz (1890–1953), schwedischer Langstreckenläufer
- Carlsson, Mia (* 1990), schwedische Fußballspielerin
- Carlsson, Michael (* 1972), schwedischer Bandyspieler
- Carlsson, Nicklas (* 1979), schwedischer Fußballspieler
- Carlsson, Otto (1901–1982), schwedischer Fußballspieler
- Carlsson, Otto (1919–2005), deutscher Jurist und Politiker (CDU)
- Carlsson, Peter (* 1970), schwedischer ManagerPeter Carlsson (* 1970)

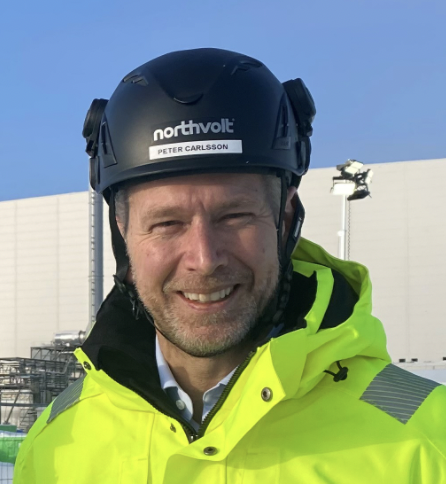
Peter Carlsson (* 1970)

- Carlsson, Pontus (* 1982), schwedischer Schachgroßmeister
- Carlsson, Ragnar (* 2000), schwedischer Hammerwerfer
- Carlsson, Ruben (1913–2004), schwedischer Eishockeyspieler
- Carlsson, Rune (1909–1943), schwedischer Fußballspieler
- Carlsson, Rune (1940–2013), schwedischer Jazzmusiker
- Carlsson, Sara (* 1986), schwedische Curlerin
- Carlsson, Staffan (* 1948), schwedischer Diplomat
- Carlsson, Thomas (* 1971), schwedischer Eishockeyspieler
- Carlsson, Tobias (* 1975), schwedischer Fußballspieler
- Carlsson, Tommy TC (* 1958), schwedischer Maler des Realismus in der besonderen Ausprägung der Trompe-l’œil-Malerei
- Carlsson, Ulf (* 1961), schwedischer Tischtennisspieler
- Carlsson-Askerlund, Lennart (1918–1957), schwedischer Fußballspieler
- Carlstedt, Birger (1907–1975), finnisch-schwedischer Maler und ein Pionier der modernen Kunst in Finnland
- Carlstedt, Jonathan (* 1990), deutscher Schachspieler, -trainer und -autor
- Carlstedt, Lily (1926–2002), dänische Speerwerferin
- Carlstein, Peter (1938–2023), südafrikanischer Cricketspieler
- Carlsten, Bruce (* 1958), US-amerikanischer Physiker
- Carlstrom, John (* 1957), US-amerikanischer Astrophysiker
- Carlström, Kjell (* 1976), finnischer Radrennfahrer und Teamleiter
- Carlsund, Otto Gustaf (1897–1948), schwedischer Maler

### Carlt
- Carlton, Carl (* 1953), US-amerikanischer R&B-Sänger, Soul-Sänger, Funk-Sänger und Songwriter
- Carlton, Carl (* 1955), deutscher Rockmusiker und Musikproduzent
- Carlton, Cesilie (* 1981), US-amerikanische Wasserspringerin
- Carlton, Doyle (1885–1972), Gouverneur von Florida
- Carlton, Henry Hull (1835–1905), US-amerikanischer Politiker
- Carlton, Hope Marie (* 1966), US-amerikanische Schauspielerin, Reality-TV-Teilnehmerin und Playmate
- Carlton, Jemma, britische Schauspielerin
- Carlton, Jim (1935–2015), australischer Politiker (Liberal Party)
- Carlton, Larry (* 1948), US-amerikanischer Gitarrist und Produzent
- Carlton, Richard, englischer Priester und Komponist
- Carlton, Steve (* 1944), US-amerikanischer Baseballspieler
- Carlton, Timothy (* 1939), britischer Schauspieler
- Carlton, Vanessa (* 1980), US-amerikanische Popsängerin, Songwriterin und PianistinVanessa Carlton (* 1980)

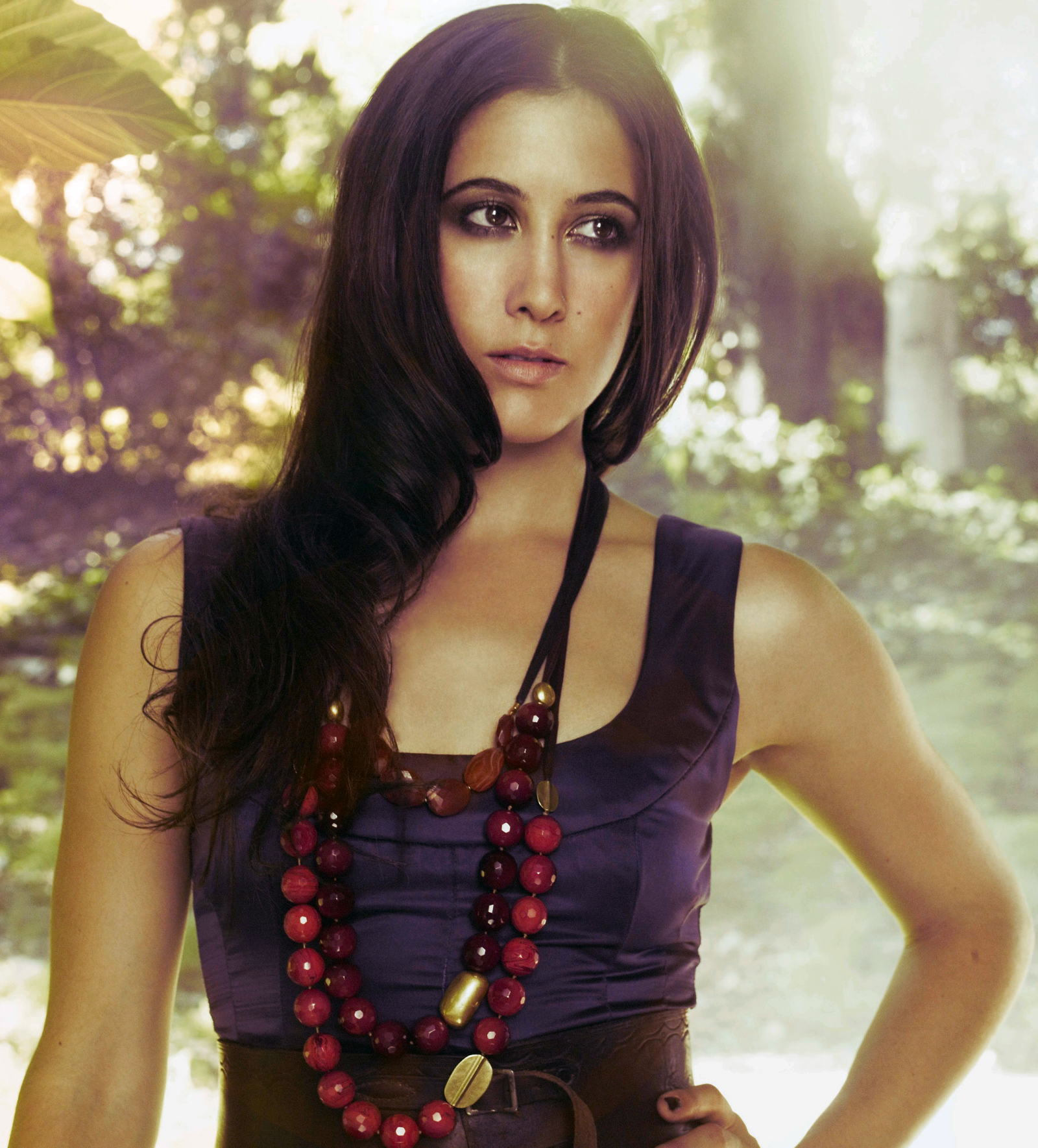
Vanessa Carlton (* 1980)

### Carlu
- Carlu, Jean (1900–1997), französischer Grafiker
- Carlucci, Angelo (* 1989), deutscher Fernsehdarsteller und Model
- Carlucci, Anna (* 1961), italienische Filmregisseurin und Drehbuchautorin
- Carlucci, Frank (1930–2018), US-amerikanischer Politiker
- Carlucci, Gabriella (* 1959), italienische TV-Moderatorin und Politikerin
- Carlucci, Milly (* 1954), italienische Fernsehmoderatorin sowie ehemalige Sängerin und Schauspielerin
- Carlucci, Patrizia (* 1986), deutsche Schauspielerin und Synchronsprecherin
- Carlucci, William (* 1967), US-amerikanischer Ruderer
- Carluccio, Antonio (1937–2017), italienischer Koch und Lokalbetreiber, in London ansässig
- Carlund, Victor (1906–1985), schwedischer Fußballspieler und -trainer

### Carly
- Carlyle, Frank Ertel (1897–1960), US-amerikanischer Politiker
- Carlyle, Jane Welsh (1801–1866), britische Salonnière, Briefautorin und Frau von Thomas Carlyle
- Carlyle, Randy (* 1956), kanadischer Eishockeyspieler und -trainer
- Carlyle, Richard (1914–2009), kanadischer Schauspieler
- Carlyle, Robert (* 1961), britischer SchauspielerRobert Carlyle (* 1961)

Robert Carlyle (* 1961)

- Carlyle, Thomas (1795–1881), schottischer Essayist und Historiker
- Carlyle, Thomas (1803–1855), schottischer Rechtsanwalt, Apostel der katholisch-apostolischen Gemeinden
- Carlyon, Mark (* 1969), australischer Squashspieler

### Carlz
- Carlzon-Lundbäck, Lena (* 1954), schwedische Skilangläuferin